# Bombardeos estratégicos durante la Segunda Guerra Mundial
Los bombardeos estratégicos durante la Segunda Guerra Mundial incluyeron el bombardeo aéreo de fuerzas militares, ferrocarriles, puertos, ciudades —y cualquier zona civil— y áreas industriales.
El 1 de septiembre de 1939 Alemania invadió Polonia y la Luftwaffe —las Fuerzas Aéreas Alemanas— comenzó a prestar apoyo táctico a la Wehrmacht, bombardeando los principales objetivos estratégicos, incluyendo la capital, Varsovia. Dos días después, Francia y el Reino Unido de Gran Bretaña e Irlanda del Norte declararon la guerra a Alemania; la Real Fuerza Aérea británica comenzó a atacar a los buques de guerra alemanes a lo largo de las costas alemanas del mar del Norte. Mientras, el bombardeo alemán de Polonia se convirtió en la primera de las indiscriminadas y sin restricciones campañas de bombardeos aéreos que se dieron durante la Segunda Guerra Mundial.
Mientras la guerra se expandía por el continente europeo y otras partes del mundo, los bombardeos por parte de las potencias del Eje y los Aliados se recrudecieron. Tanto ejércitos como instalaciones militares fueron atacados, a lo que había que sumar las ciudades y la población civil. El bombardeo masivo de la población civil se consideraba una importante arma psicológica para romper la voluntad del enemigo a combatir. Entre 1940 y 1941, Alemania utilizó esta táctica en su Blitz contra el Reino Unido en la llamada batalla de Inglaterra. A partir de 1940, la intensidad de los bombardeos británicos sobre territorio alemán aumentó y se hicieron menos restrictivos, estando cada vez más dirigidos a zonas industriales y finalmente a la población civil. Desde 1943, Estados Unidos también reforzó esta política, basada en el bombardeo estratégico de las ciudades enemigas para mermar su moral y capacidad industrial. Esta política fue llevada a su extremo en los controvertidos bombardeos de Hamburgo (1943) y Dresde (1945), cuando bombas incendiarias dejaron las ciudades completamente destruidas y decenas de miles de muertos civiles.
El efecto del bombardeo estratégico puede variar en sus efectos y resultados dependiendo de su duración e intensidad. Así, tanto la Luftwaffe como la RAF no fueron capaces de dar el golpe de gracia y acabar con la moral del enemigo; sin embargo sus respectivos bombardeos mermaron considerablemente la capacidad industrial y productiva del enemigo.
En Asia y el Pacífico, los japoneses bombardearon Chongqing en numerosas ocasiones hasta finales de 1943. Los bombardeos masivos estadounidenses contra el Imperio japonés comenzaron en 1944. Anteriormente Estados Unidos ya había efectuado bombardeos a pequeña escala en las costas chinas, pero por razones de suministro se habían mostrado muy ineficaces e irregulares y una vez bombardearon Japón en 1942 con el Doolitle Raid. Los bombarderos estadounidenses que debían bombardear Japón partían de la isla de Saipán, bombardeos que alcanzaron su apogeo y final con el demoledor bombardeo de Tokio de marzo de 1945 –el ataque aéreo más devastador de la historia– y con los ataques nucleares contra Hiroshima y Nagasaki, seis días antes de la rendición japonesa.

## Bombardeos en Europa

### Situación previa al inicio de la Segunda Guerra Mundial

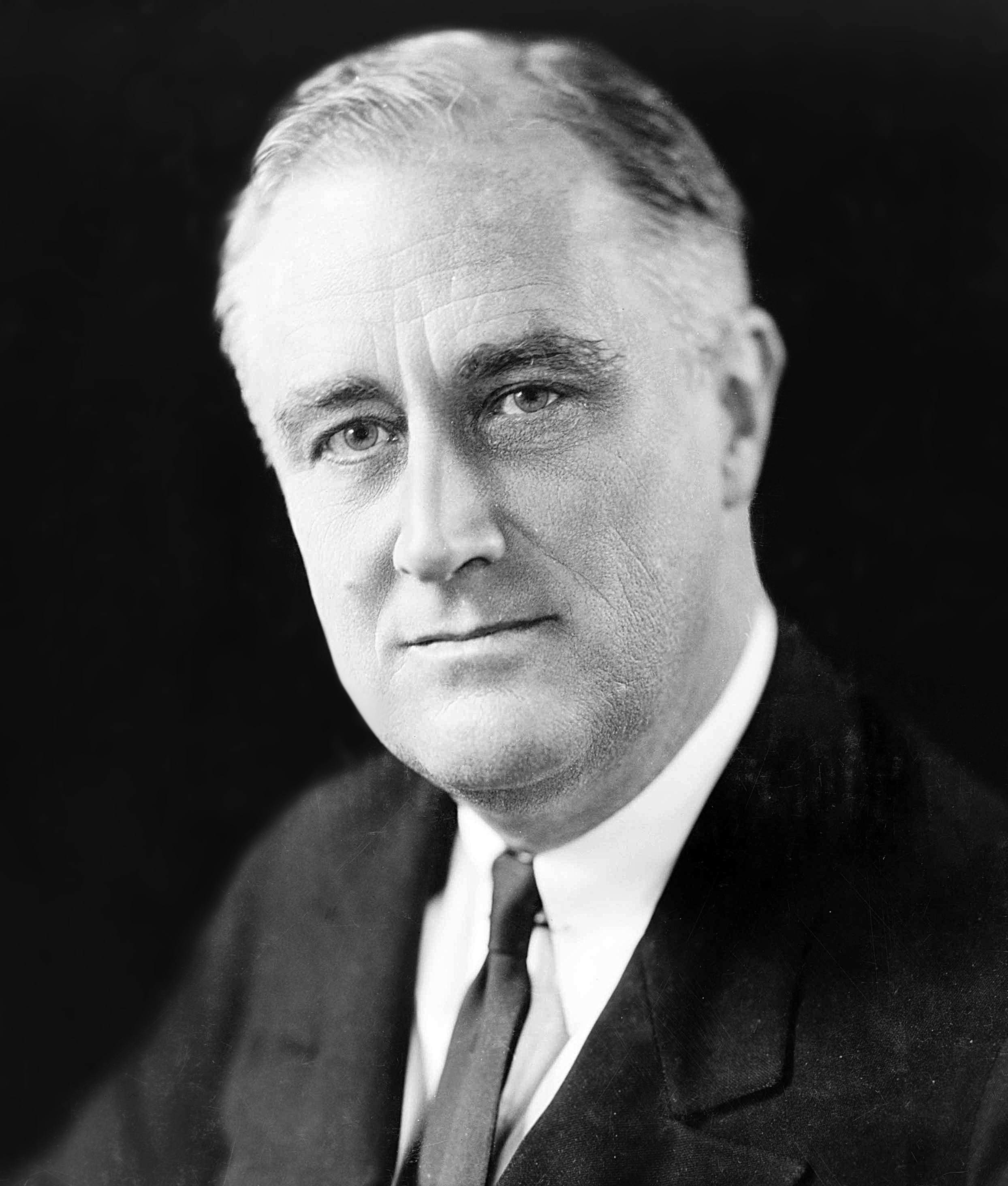
Franklin Roosevelt, presidente de EE.UU durante la guerra.

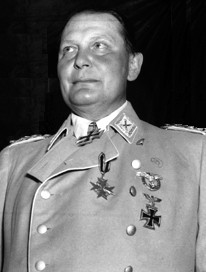
Hermann Goering, mariscal del aire y jefe supremo de la Luftwaffe

Antes de la Segunda Guerra Mundial, durante el periodo de entreguerras, los avances en la aviación llegaron a un punto en que un único ataque por parte de un conjunto de aeronaves podía llegar a devastar una ciudad entera. En 1932 Stanley Baldwin, primer ministro británico advirtió:

La evolución del bombardeo aéreo siempre deberá estar presente en nuestras mentes.

El 1 de septiembre de 1939, Roosevelt, presidente del neutral Estados Unidos, hizo un llamamiento a los beligerantes para limitar sus ataques aéreos. Francia y el Reino Unido acordaron acatar una resolución que establecía la escrupulosa observación de todos los bombardeos aéreos realizados por estas potencias. Alemania también accedió a cumplir la petición de Franklin Roosevelt, explicando que el violento bombardeo sobre Varsovia se había debido a su condición de ciudad fortificada y que en ningún caso Alemania había orientado sus bombardeos contra la población civil. Reino Unido definió su estrategia aérea en una eventual guerra con Alemania el 31 de agosto de 1939 cuando dijo que sus principales objetivos serían la flota de superficie alemana del Mar del Norte y las industrias que contribuían decisivamente al esfuerzo de guerra alemana, centrándose en sus industrias de procesamiento y refinado de petróleo. Esta política fue comunicada a Francia, acentuando la necesidad de no provocar un elevado número de bajas civiles.
Si bien se reconoció que los ataques podrían causar víctimas civiles, el gobierno británico anunció que en ningún caso atacaría deliberadamente a la población civil fuera de las zonas de combate. Los británicos cambiaron su política el 15 de mayo de 1940, un día después del bombardeo alemán de Róterdam, cuando la RAF recibió la orden de atacar la cuenca del Ruhr, incluyendo las plantas de petróleo y altos hornos. La primera incursión en territorio alemán se produjo en la noche del 15 al 16 de mayo de 1940, mientras se desarrollaba la batalla de Francia.

### Primeros bombardeos en Europa

#### Campaña de Polonia

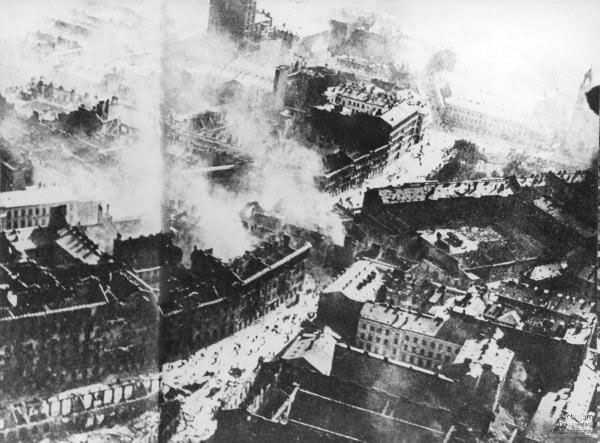
Vista aérea durante un bombardeo sobre Varsovia en 1939

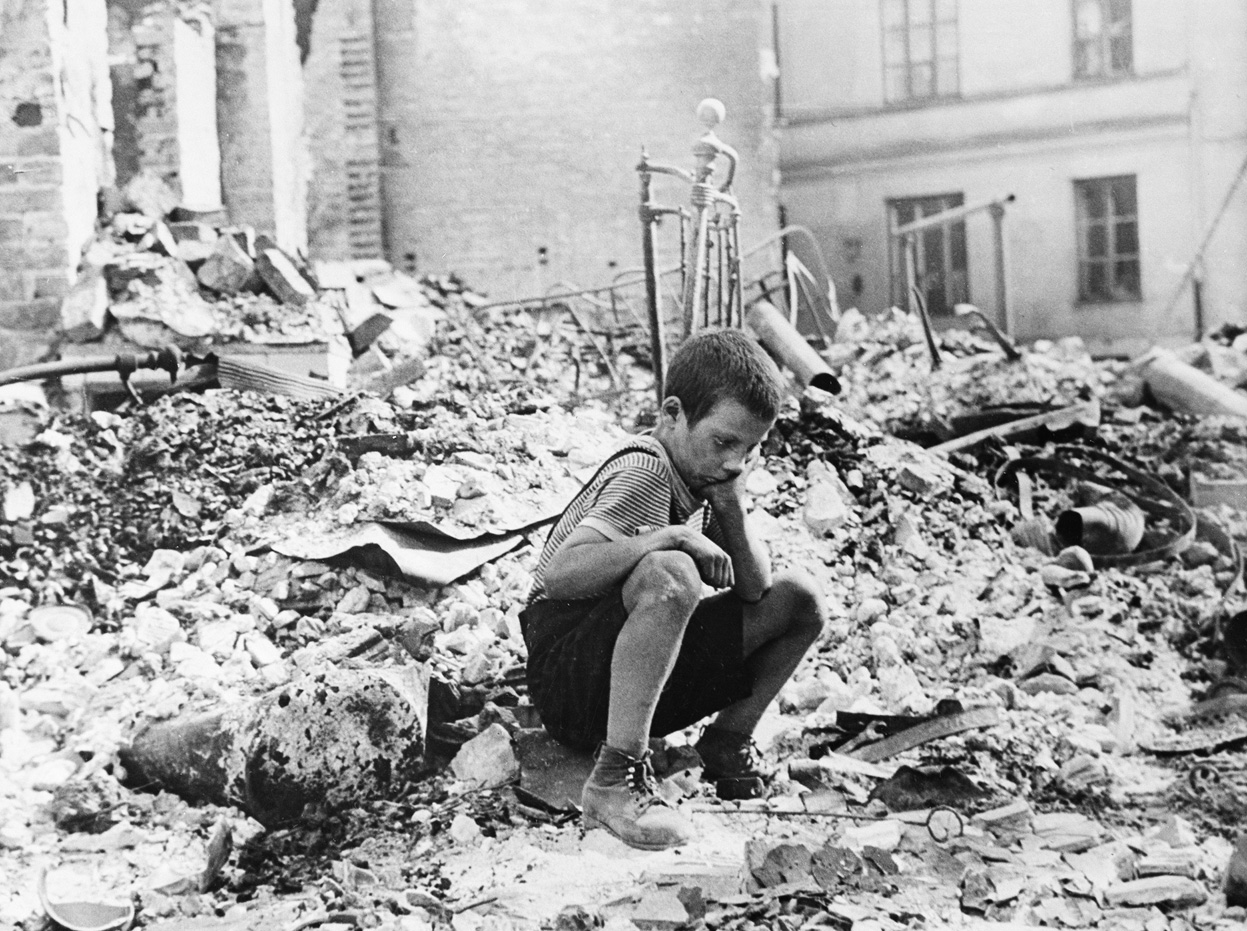
Varsovia en ruinas tras los bombardeos.

Después de la invasión de Polonia, la Luftwaffe realizó un bombardeo sistemático de la mayoría de las principales ciudades, hospitales, escuelas, comunicaciones e infraestructuras polacas. La población civil también fue atacada, los principales bombardeos se realizaron sobre Varsovia, Wieluń y Frampol. Las órdenes de la Luftwaffe en la campaña de Polonia eran impedir el ataque de la Fuerza Aérea de Polonia a territorio alemán y a las columnas que invadían el territorio polaco. También tenían la misión de apoyar a las fuerzas terrestres con bombardeos tácticos sobre rutas estratégicas, áreas militares y zonas industriales.
Se hicieron los preparativos para un gran ataque aéreo —Operación Wasserkante— contra Varsovia. No se sabe con certeza, pero se puede advertir que la declaración de Roosevelt para evitar víctimas civiles influyera en la decisión de Goering de cancelar la operación y prohibir el bombardeo de los barrios residenciales. Un informe fechado el 4 de septiembre por el embajador francés en Varsovia advertía que los alemanes solo habían atacado objetivos militares y económicos. Varsovia fue atacada por las fuerzas terrestres alemanas el 9 de septiembre, declarándola en estado de sitio el día 13. Los defensores se negaron a rendir la ciudad, siendo fuertemente bombardeada hasta su rendición el día 28 de septiembre.
El bombardeo de la red ferroviaria, cruces estratégicos y áreas militares causaron estragos en los intentos de Polonia de defenderse de la invasión alemana. Desde el primer día de la invasión, la anticuada red de comunicaciones polaca fue destruida y la superioridad numérica y técnica de la Luftwaffe no dejó la mínima oportunidad de reacción a la Fuerza Aérea de Polonia.
El 13 de septiembre, siguiendo las órdenes de la ObdL, la Luftwaffe bombardeó el Barrio Judío de la ciudad de Varsovia. El bombardeo fue justificado argumentando una serie de delitos —no especificados— perpetrados por habitantes de este barrio contra soldados alemanes. 183 incursiones aéreas dejaron caer miles de bombas incendiarias que incendiaron y destruyeron el Barrio Judío. Además, Hitler ordenó que no se permitiera a los civiles salir de la ciudad, lo cual pensó que alentaría la rendición de Polonia. En los tres días posteriores al bombardeo, los bombardeos sobre sinagogas y lugares judíos continuaron. La Wehrmacht rodeó la ciudad y miles de panfletos fueron lanzados sobre la ciudad, intimidando a los ciudadanos con nuevos bombardeos si no aceptaban la rendición. El 25 de septiembre la Luftwaffe totalizó 1.150 salidas, dejando caer sobre Varsovia 560 toneladas de bombas de alto explosivo y otras 72 toneladas de bombas incendiarias.
Para conservar en buen estado sus mejores bombarderos, los modernos Heinkel He 111, para su utilización en próximas batallas en el frente occidental, estos fueron sustituidos en el frente polaco por los aviones de transporte Ju 52. La menor precisión de estos aviones causó muchas bajas alemanas por sus propias bombas. Al finalizar el sitio de Varsovia y la campaña polaca, el 10% de la capital polaca había sido destruida y más de 30.000 civiles habían muerto por los bombardeos aéreos.

#### Frente occidental de 1939 a junio de 1940
Solo 2 días después de la invasión alemana de Polonia, Reino Unido y Francia declararon la guerra a Alemania, dando comienzo la guerra en el oeste y abriéndose el frente occidental. El Reino Unido empezó atacando buques alemanes y bases navales del norte de Alemania el 3 y 4 de septiembre como Cuxhaven y Wilhelmshaven, muriendo en estos ataques un total de 8 hombres de la Kriegsmarine. Las primeras incursiones en territorio británico por parte de los alemanes no se llevarían a cabo hasta octubre, cuando fueron atacadas las bases navales de Rosyth y Scapa Flow los días 16 y 17.
A partir de la llegada del invierno comenzó la denominada guerra falsa o guerra en broma en la que los combatientes se dedicaron a la propaganda de guerra y pequeñas escaramuzas sin mayores consecuencias.

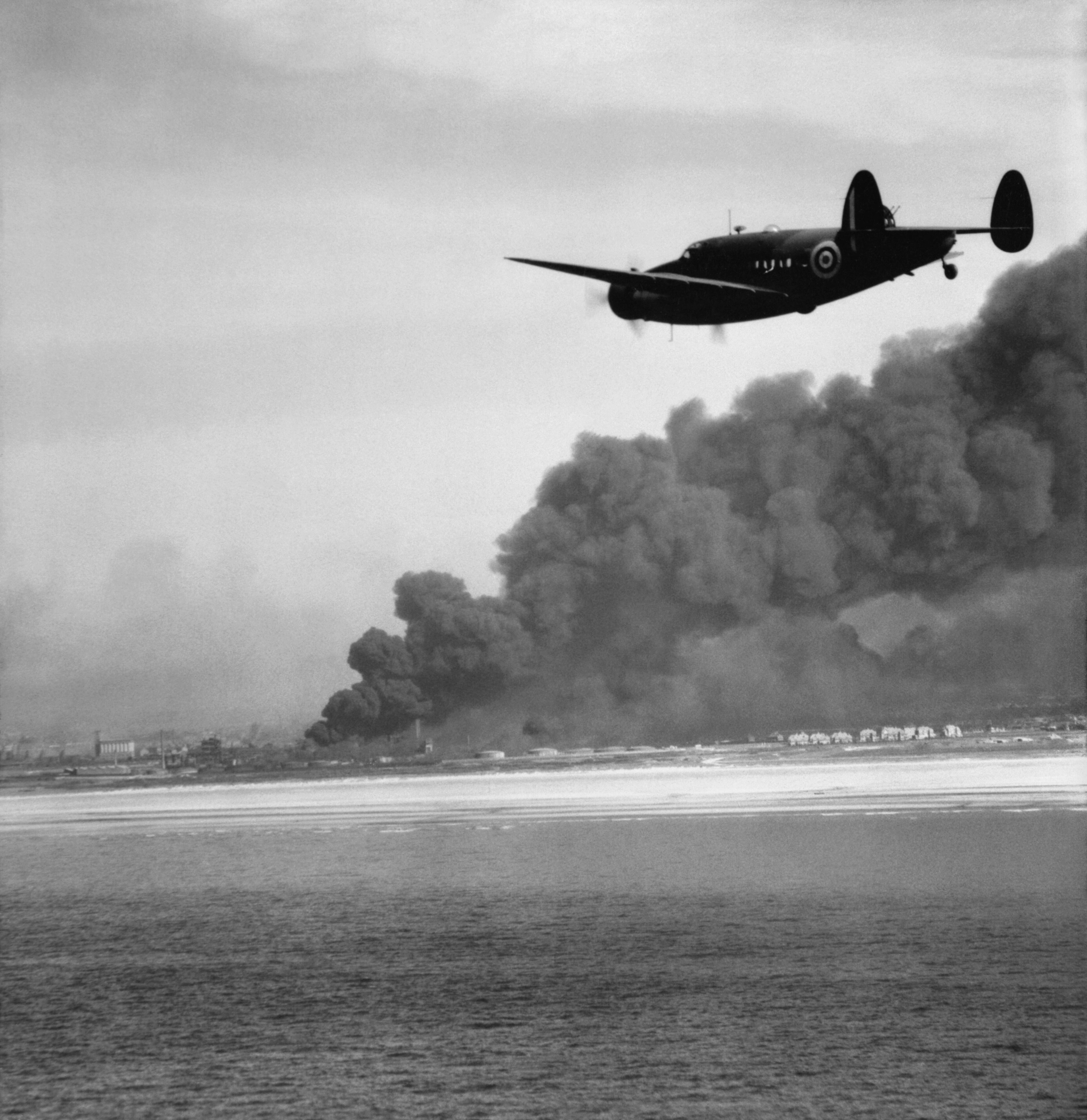
Aviones de reconocimiento de la RAF sobre Dunkerque

El gobierno británico prohibió los ataques a objetivos en tierra y buques de guerra enemigos que se encontraran en puertos con el fin de evitar bajas civiles; por su parte los mandos alemanes prohibieron a la Luftwaffe realizar incursiones en el mar y atacar fuerzas enemigas a menos que estas hubieran atacado previamente territorio alemán. Después del incidente de Altmark, la Luftwaffe lanzó un ataque contra la marina británica en su base de Scapa Flow el 16 de marzo de 1940, que provocó las primeras bajas civiles británicas. Este ataque fue seguido de uno británico contra la base aérea alemana de Hörnum, en la que se bombardeó un hospital, aunque no hubo víctimas.
El 10 de mayo de 1940, Alemania lanzó su Blitzkrieg, invadiendo Bélgica, los Países Bajos y Luxemburgo con objeto de llevar a cabo la conquista de Francia. Para esta operación se movilizaron, entre otros, más de 4000 aviones repartidos en dos flotas aéreas. Al iniciarse la operación, 3 bombarderos alemanes bombardearon por error la ciudad alemana de Friburgo en lugar de su objetivo, la base aérea francesa Dole-Taveux. Los bombardeos alemanes sobre Francia comenzaron en la noche del 9 al 10 de mayo. El 11 de mayo ya habían sido bombardeadas Henin-Lietard, Bruay, Lens, La Fere, Loan, Nancy, Colmar, Pontoise, Lambersart, Lyons, Bouai, Hasebrouck, Doullens y Abbeville con al menos 40 civiles muertos. Con el fin de retrasar el ataque alemán sobre el oeste, el 12 de mayo los británicos bombardearon el valle del Ruhr, uno de los principales centros industriales de Alemania. También se produjeron incursiones aéreas británicas en la frontera con Holanda, donde fueron atacados nudos de comunicaciones, carreteras y vías férreas; el día 15 fue bombardeada la ciudad alemana de Gelsenkirchen.

### Bombardeo de Róterdam

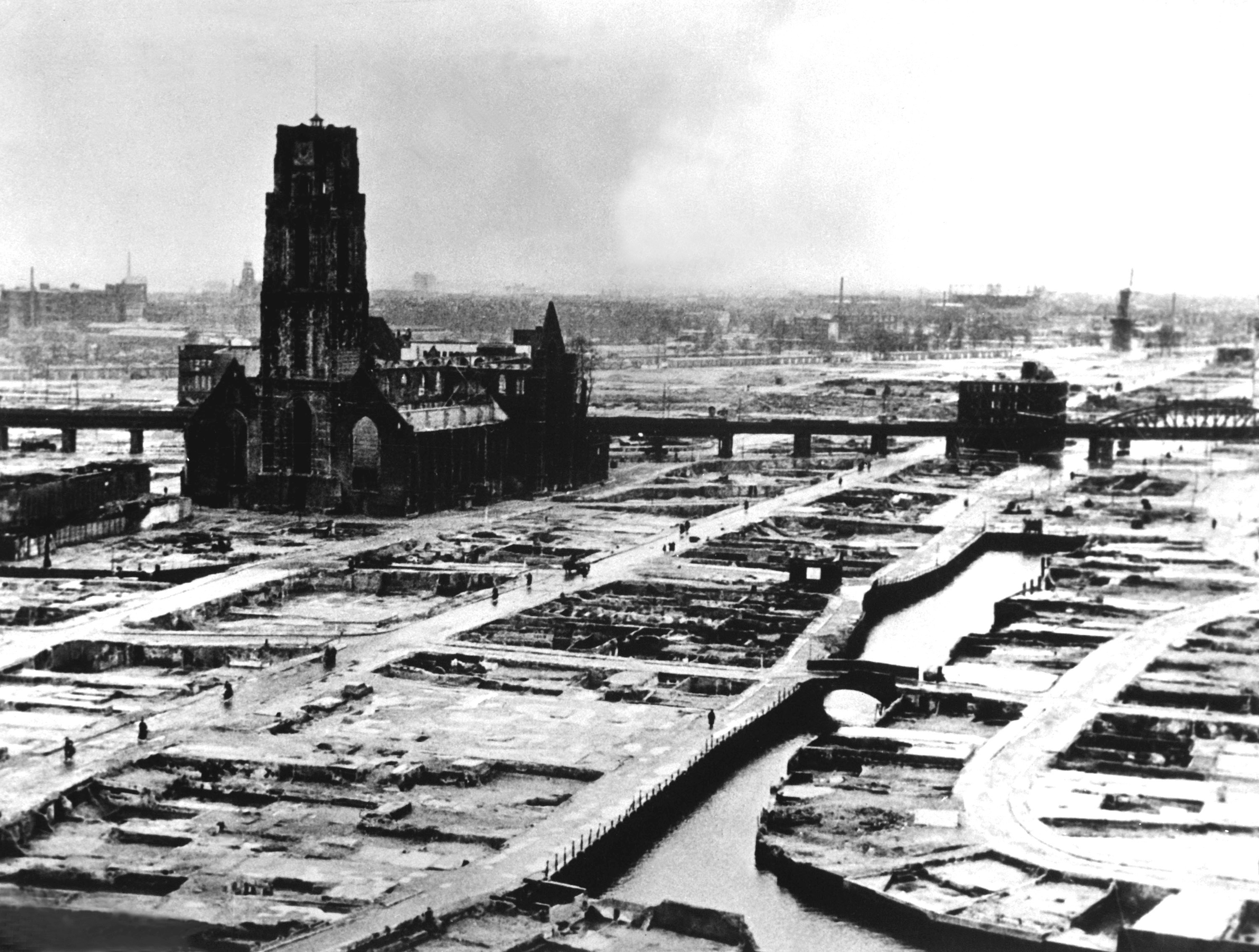
Róterdam tras el bombardeo

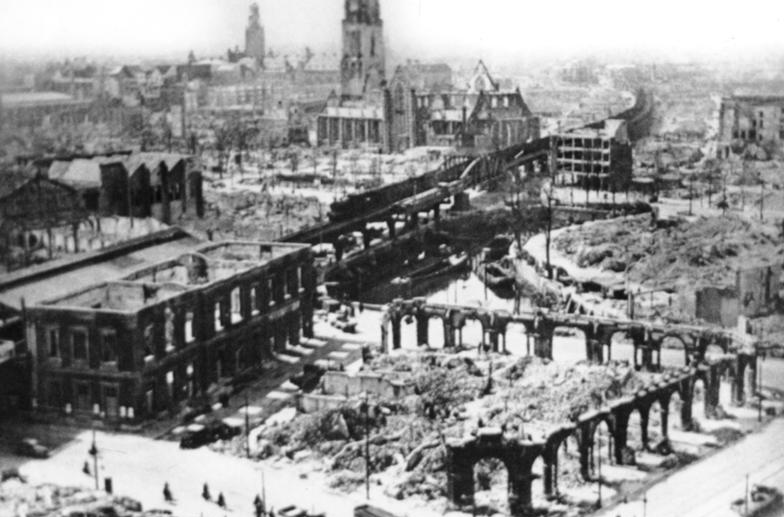
Vista de la ciudad totalmente destruida, entre los edificios destruidos se observan una estación de tren y una iglesia

Durante la invasión de los Países Bajos, los alemanes amenazaron al gobierno holandés con bombardear Róterdam con el fin de acelerar la rendición del país. Las negociaciones fracasaron y el ultimátum alemán fue rechazado de tal forma que el día 14 de mayo la Luftwaffe recibió la orden de bombardearla en un esfuerzo por hacer capitular a la ciudad, en aquel momento sitiada. En el último momento los neerlandeses accedieron a negociar, de modo que se dio la orden de cancelar el bombardeo, pero la orden no fue recibida por los aviones que ya se dirigían hacia Róterdam, que bombardearon la parte oriental de la ciudad —aunque el combate se estaba desarrollando en el noroeste—.
Participaron 100 aviones en su mayoría Heinkel He 111, de ellos, 57 arrojaron todas las bombas que llevaban; en total se lanzaron sobre Róterdam 97 toneladas de bombas. Se produjo un incendio que arrasó 2,8 km² devastando 21 iglesias y 4 hospitales. En el ataque fallecieron entre 800 y 1000 civiles, otros 1000 resultaron heridos y 78 000 se quedaron sin hogar. Cerca de 25 000 casas, 2300 tiendas, 775 almacenes y 62 escuelas fueron destruidas. La propaganda británica multiplicó las víctimas mortales por 30. Las agencias de noticias exageraron sobremanera los acontecimientos, llegando a informar de que 30 000 personas yacían entre los escombros.
Tras el bombardeo, los alemanes amenazaron con atacar Utrecht, ante tal situación los Países Bajos capitularon.

### Respuesta británica
Tras el ataque a Róterdam, los bombarderos de la RAF recibieron autorización para atacar objetivos alemanes al este del Rin. El 15 de mayo de 1940, el Ministerio del aire ordenó al Mariscal Charles Portal atacar objetivos en el Ruhr, sin excluir cualquier objetivo que contribuyera al esfuerzo de guerra alemán. El motivo de estos ataques se encontraba en la necesidad de desviar parte de la fuerza aérea alemana para evitar nuevos bombardeos sobre Francia. Churchill explicó los motivos de su decisión a su homólogo francés en una carta fechada el 16 de mayo:

He estudiado hoy junto al gabinete de guerra y nuestros expertos su solicitud de anoche y estamos de acuerdo en que es mejor colaborar y atraer al enemigo con el fin de hacer causa común.

En la noche del 15 al 16 de mayo, 96 bombarderos británicos atacaron. De ellos, 78 bombarderos tenían por objetivo la destrucción de refinerías y centros de procesamiento y almacenamiento de petróleo. Un nuevo bombardeo nocturno tuvo lugar 2 días después, cuando la RAF bombardeo instalaciones petroleras en Hamburgo y Bremen, muriendo 47 personas y resultando heridas 127, Colonia también fue atacada, aunque con escasa o nula repercusión. A finales de mayo, Essen, Duisburgo, Düsseldorf y Hannover fueron atacados de una forma similar. En junio continuaron las ataques sobre ciudades como Mannheim, Fráncfort del Meno y Bochum. Al carecer los británicos del equipo necesario para guiarse sobre territorio alemán, la precisión y efectividad de los ataques era muy escasa; por lo general las bombas quedaban diseminadas por un amplio radio.
El 8 de junio, una escuadra francesa bombardeo Berlín como respuesta al bombardeo sobre París pocos días atrás. A pesar de los ataque aliados sobre Alemania, la Luftwaffe no comenzó los bombardeos sobre Reino Unido hasta 6 semanas después de la capitulación francesa.

### La batalla de Inglaterra y el Blitz

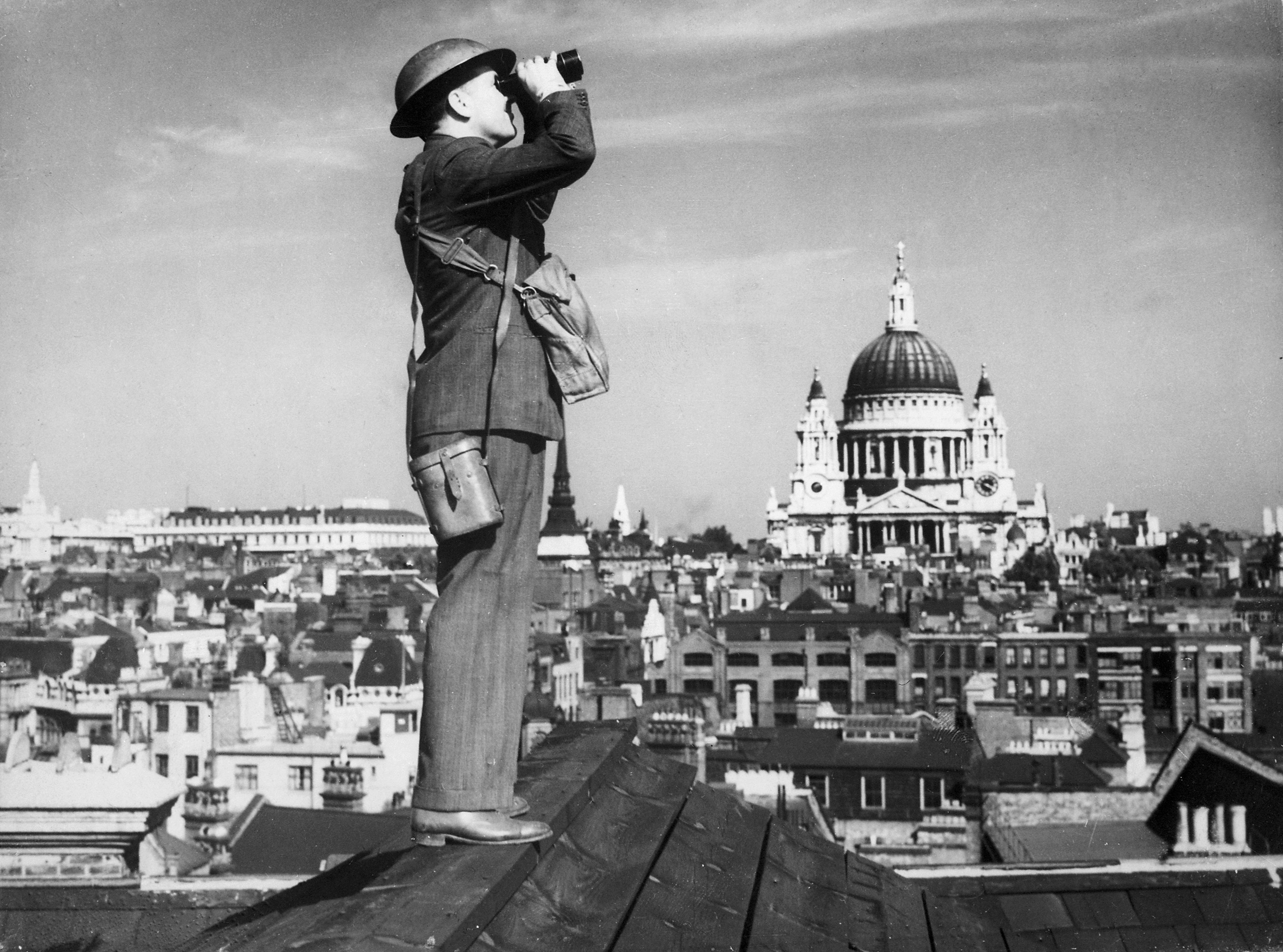
Un soldado británico observa el cielo londinense.

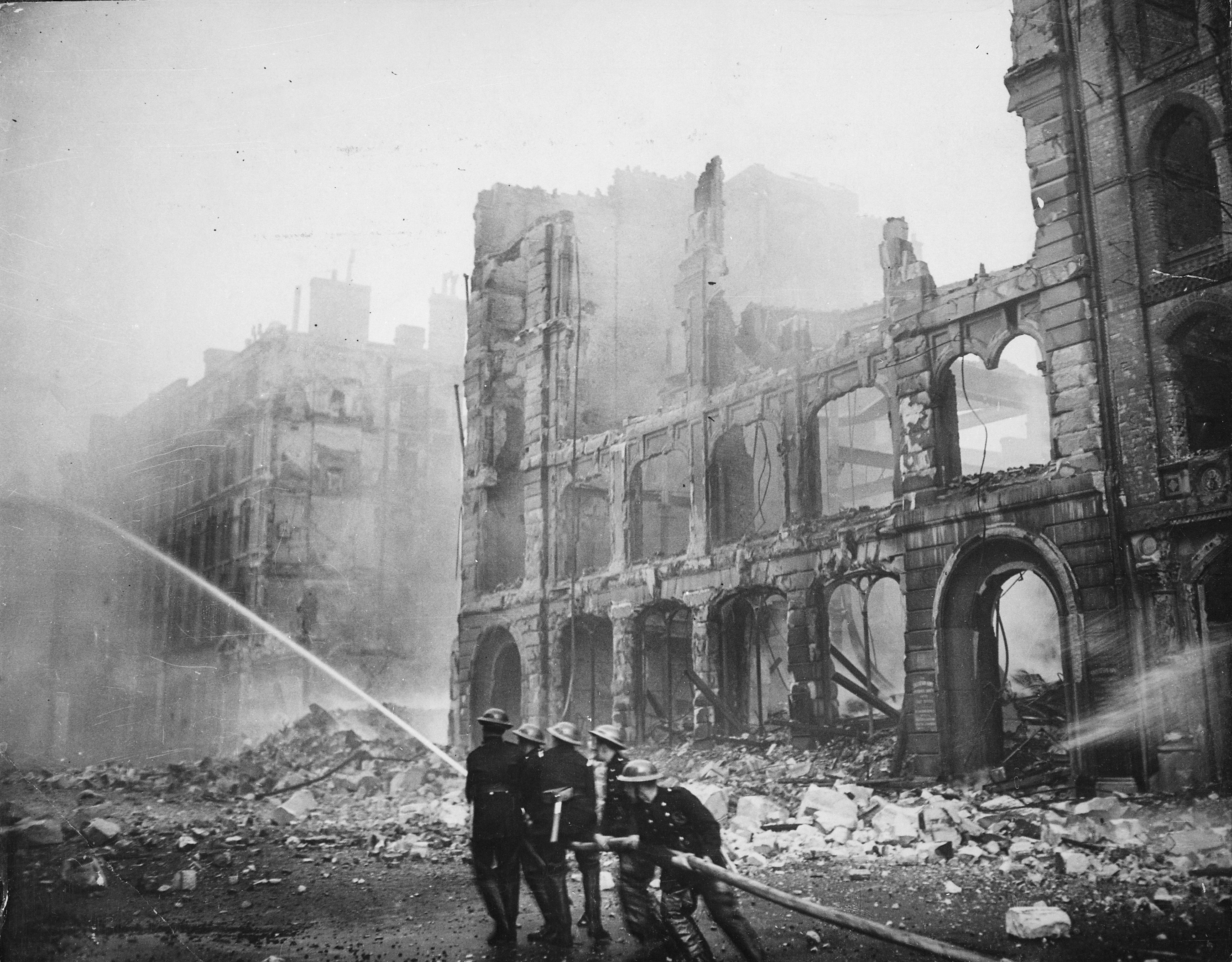
Bomberos londinenses se esfuerzan en apagar incendios provocados por los ataques

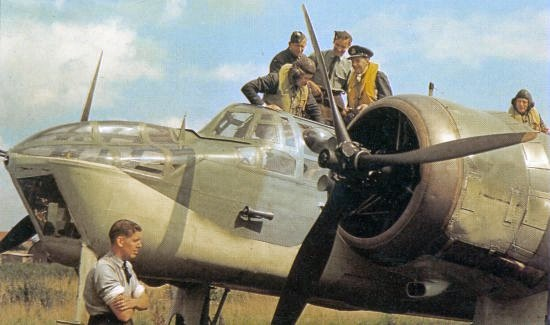
Escuadrón de la RAF preparándose para despegar en Bristol

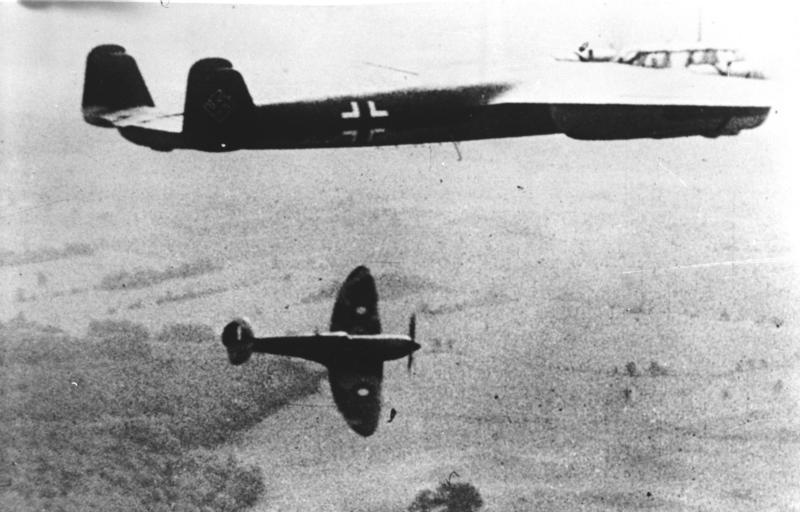
Un Supermarine Spitfire intenta abatir un Dornier Do 17 alemán

El 22 de junio de 1940, Francia se rinde ante Alemania, pero el Reino Unido decide seguir luchando. A mediados de julio, los británicos bombardean los buques de guerra alemanes Scharnhorst y Prinz Eugen atracados en Kiel; al día siguiente la RAF, con 16 bombarderos, ataca instalaciones ferroviarias en Hamm.
El comienzo de la batalla de Inglaterra puede fijarse el 10 de julio, cuando se dan las primeras escaramuzas sobre el Canal de la Mancha. Hitler, cuyos objetivos se encuentran en el este de Europa, intenta negociar una paz con el Reino Unido; prohíbe los bombardeos sobre Londres, pero su oferta es rechazada.
El 1 de agosto, Hitler emite la Directiva N.º 17 en la que se establecen las condiciones que sus pilotos deben acatar en la guerra contra el Reino Unido. Se establecen como objetivos principales aeródromos e industrias de armamento y construcción de aviones, así como defensas antiaéreas. Los ataques indiscriminados contra la población civil solo se debían realizar como medio de represalia.
El 8 de agosto comenzaron los ataques contra las bases aéreas de la RAF en el marco de la operación Día del Águila, cuyo objetivo era multiplicar los ataques contra la aviación británica en suelo británico. Para reducir las pérdidas, la Luftwaffe comenzó a incrementar las operaciones nocturnas. En la última semana de agosto más de la mitad de la operaciones se realizaban al amparo de la oscuridad. A pesar de las órdenes recibidas, Londres sufrió su primer bombardeo el 15 de agosto, muriendo 60 personas. Los alemanes pidieron disculpas por este hecho, pues aún no eran tiempos de guerra total y se seguían ciertas normas de cortesía.
Ese mismo mes Londres fue bombardeada en 5 ocasiones más —noche del 18 al 19, 22 al 23, 25 al 25, 25 al 26 y 28 al 29—. El ataque del día 22 fue el primer bombardeo al centro londinense. El día 24, debido a un error fueron bombardeadas varias zonas residenciales de la periferia de Londres. Al día siguiente y como represalia la RAF bombardeó por primera vez Berlín —coincidiendo con la llegada a la ciudad de Viacheslav Mólotov, ministro de Asuntos Exteriores soviético—; sus objetivos eran el aeródromo Tempelhof y la fábrica de Siemens en Siemenstadt. La imprecisión de los bombardeos provocó que algunos ataques se produjeran sobre la población, lo que enfureció a Hitler, que veía en ellos bombardeos indiscriminados contra la población alemana. Se ordenó un gran bombardeo para la noche siguiente, concentrado los esfuerzos sobre Londres. Hitler, en un discurso en Berlín el 4 de septiembre anunció que:

La noche anterior los británicos bombardearon Berlín. Que así sea. Pero en este juego de dos, llegará un momento en el que uno caerá y no va a ser la Alemania nacionalsocialista. Por cada 3000 o 4000 kg de bombas arrojadas por la fuerza aérea británica, nosotros haremos caer 300 000 o 400 000 kg. Cuando ataquen nuestras ciudades, nosotros destruiremos las suyas.

A la Luftwaffe se le ordenó bombardear las principales ciudades británicas, Londres debía ser la más castigada. El 7 de septiembre, 318 bombarderos atacaron de manera casi continua Londres durante todo el día. El puerto fue atacado y sus llamas no pudieron extinguirse hasta 24 horas después. El ataque del 7 de septiembre tenía un doble objetivo: por un lado la destrucción del puerto londinense y por otro sumir en el terror a la población civil. Otros 250 bombarderos atacaron por la noche; al día siguiente ya se habían contabilizado 430 muertos. La Luftwaffe emitió un comunicado en el que anunciaba que más de un millón de kilos de bombas se habían lanzado sobre Londres en 24 horas. En semanas posteriores muchas otras ciudades británicas fueron bombardeadas, como Birmingham, Liverpool, Southampton, Mánchester, Bristol, Belfast, Cardiff, Clydebank, Kingston o Coventry. Durante el otoño, los alemanes se centraron en el bombardeo de puntos estratégicos como muelles o fábricas; aunque entre los objetivos se encontraban el bombardeo de ciudades, destacando Londres y el barrio gubernamental de Whitehall, la ofensiva de otoño se centró principalmente en objetivo militares y no en aterrorizar a la población.

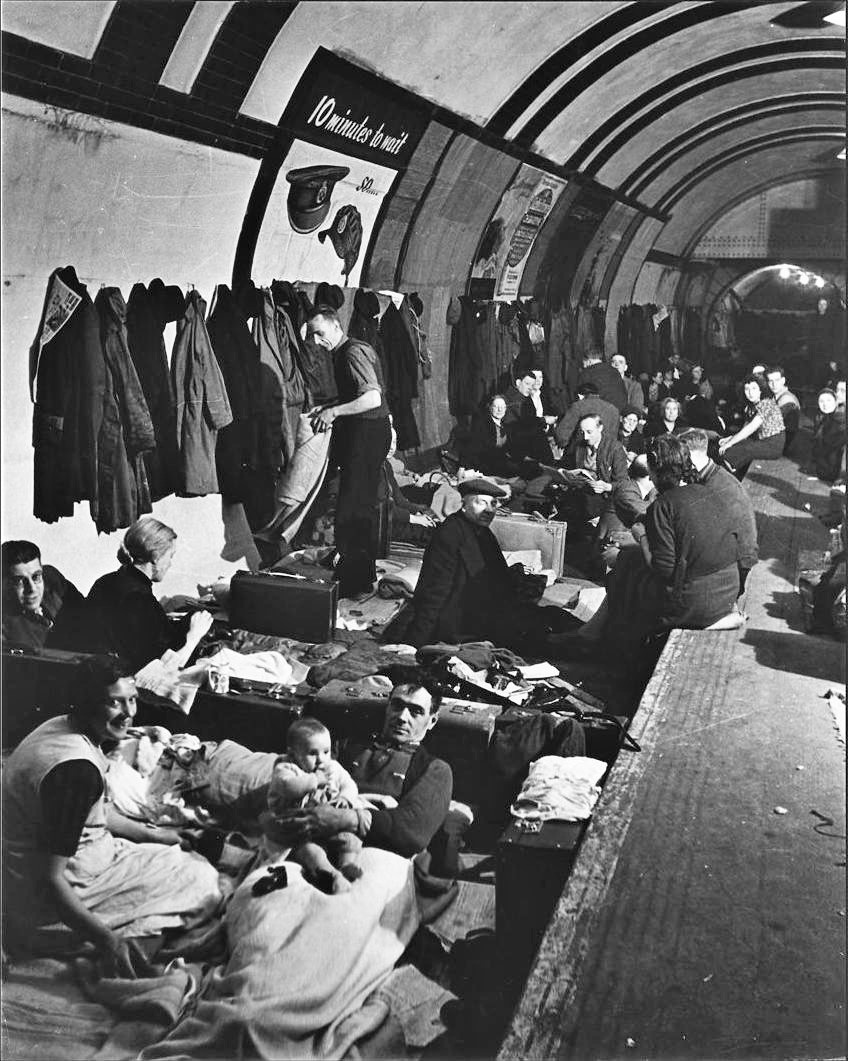
Durante el Blitz, el metro servía a la población de refugio antiaéreo

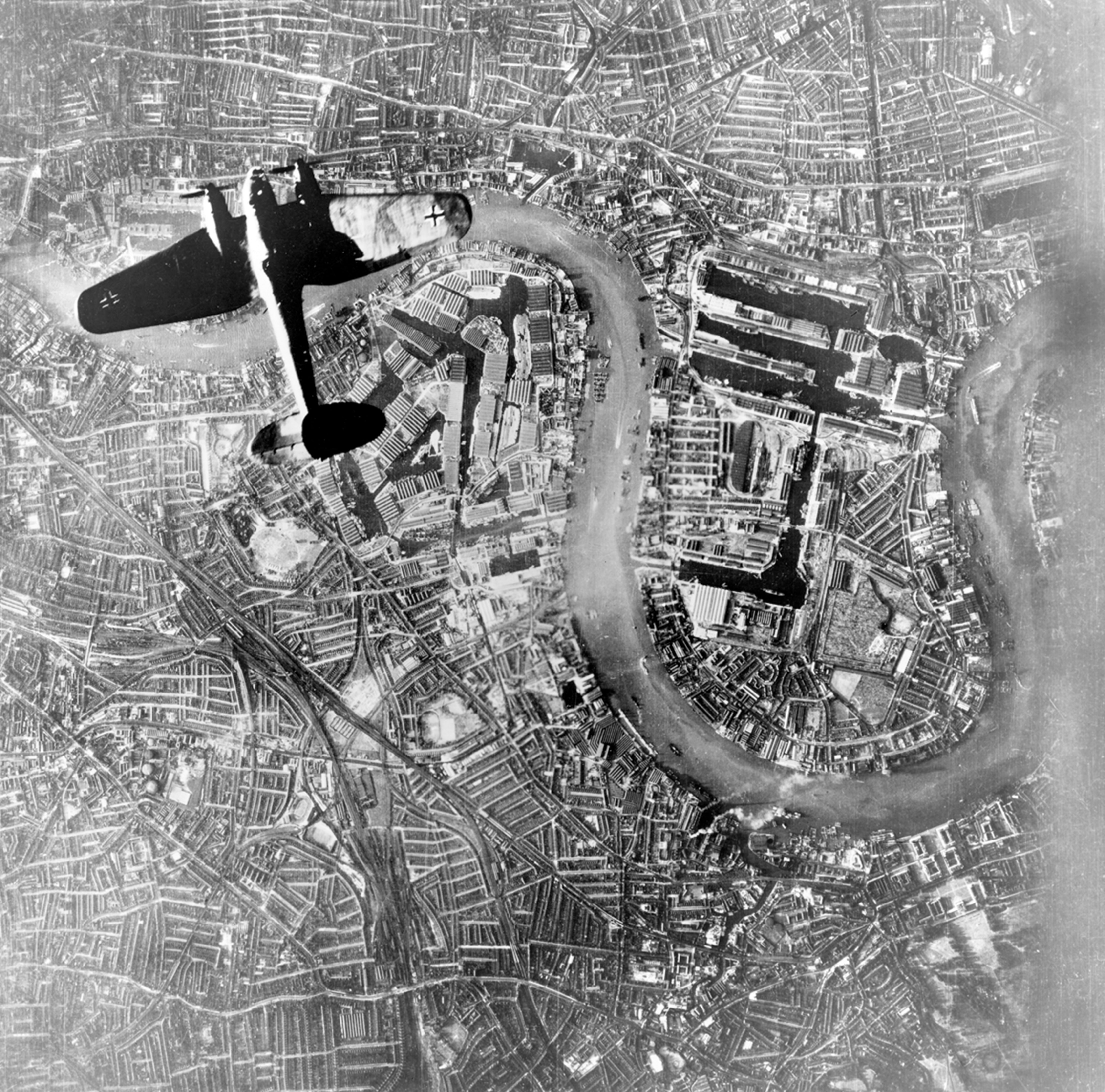
Foto de propaganda alemana en la que se muestra a un Heinkel He 111 sobrevolando Londres

Durante esta intensiva ofensiva aérea que se prolongó hasta el invierno, los alemanes mejoraron considerablemente tecnologías como la navegación aérea, que les permitía atacar con suma precisión en sus incursiones nocturnas o en días nublados. Los británicos por su parte se apresuraron en encontrar soluciones a su situación. Fue entonces cuando generalizó el uso del radar, que permitía a los aviones británicos anticiparse a los bombardeos alemanes haciendo que estos perdieran el factor sorpresa.
Este nuevo invento, desarrollado en los años 30 por el físico Robert Watson-Watt podía incluso precisar el número de atacantes y en consecuencia permitía elegir la mejor estrategia a la hora de defenderse. El radar y otros como la aparición del maniobrable Supermarine Spitfire, superior en muchos sentidos al principal caza alemán, el Bf 109, contribuyeron a decantar la balanza a favor de Reino Unido, a pesar de la gran superioridad numérica y material de Alemania.
Con el paso del tiempo y a pesar de los graves daños sufridos, las defensas antiaéreas crecieron, aumentando las pérdidas de Alemania, que poco a poco fue perdiendo interés en la conquista de las islas. Sus nuevos objetivos se centraban ahora en la invasión de la Unión Soviética y el resto de países del este. Los británicos rápidamente se recuperaron y el 16 de diciembre de 1940 se bombardeó la ciudad alemana de Mannheim, bombardeo que fue considerado el primer ataque masivo contra una ciudad situada en Alemania. Este ataque se ejecutó, según los británicos, como represalia a la casi completa destrucción de Conventry y Southampton. Con este ataque, el Reino Unido dio comienzo a los ataques contra zonas industriales y civiles en el interior de Alemania.

### Bombardeos británicos sobre Alemania
| Ciudad             | Porcentaje destruido |
| ------------------ | -------------------- |
| Berlín             | 33                   |
| Colonia            | 61                   |
| Dortmund           | 54                   |
| Dresde             | 59                   |
| Düsseldorf         | 64                   |
| Essen              | 50                   |
| Fráncfort del Meno | 52                   |
| Hamburgo           | 75                   |
| Leipzig            | 20                   |
| Múnich             | 42                   |
| Bochum             | 83                   |
| Bremen             | 60                   |
| Chemnitz           | 41                   |
| Dessau             | 61                   |
| Duisburgo          | 48                   |
| Hagen              | 67                   |
| Hannover           | 60                   |
| Kassel             | 69                   |
| Kiel               | 50                   |
| Maguncia           | 80                   |
| Magdeburgo         | 41                   |
| Mannheim           | 64                   |
| Núremberg          | 51                   |
| Stettin            | 53                   |
| Stuttgart          | 46                   |

La estrategia a seguir por los británicos en las operaciones de bombardeos fue presentada el 23 de septiembre de 1941. En él se aseguraba que el objetivo de los ataques aéreos sería "Atacar con el fin de romper la moral de la población haciendo las ciudades físicamente inhabitables y sumir a la población en una sensación de peligro constante".En berlin cerca del 80% de la ciudad fue destruida, en hamburgo resultó en la destrucción de más de la mitad de la ciudad y la muerte de al menos 44,600 personas.

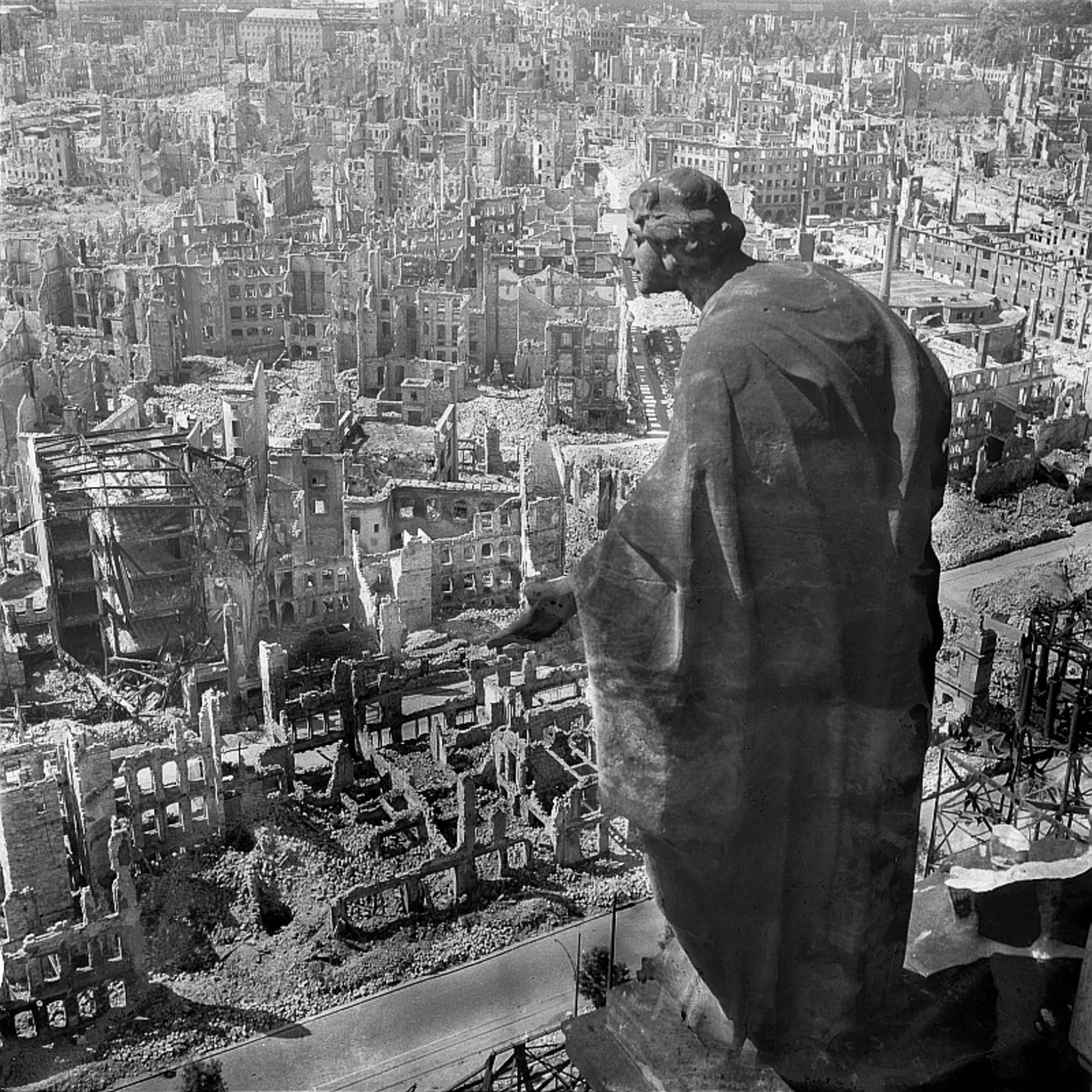
Dresde tras el bombardeo de febrero de 1945 vista desde lo alto de la torre del ayuntamiento. Famosa foto de Richard Peter.

Durante los primeros meses de campaña se generó un debate interno en el seno del gobierno británico sobre dotar de los limitados recursos del país a la Real Fuerza Aérea o bien a la Royal Navy. Uno de los asesores científicos del gobierno, Frederick Lindemann presentó un influyente artículo apoyando el bombardeo masivo sobre las industrias alemanas. Finalmente en 1942 se decidió el uso del bombardeo masivo, siendo el Comando de Bombardeos una de las principales armas del esfuerzo de guerra británico hasta el final de la Segunda Guerra Mundial. Una gran proporción de la producción industrial británica fue destinada a la dotación y construcción de una gran flota de bombarderos pesados que redujo considerablemente los recursos para otras áreas. Hasta 1944 los bombardeos sobre Alemania apenas surtieron efecto. En 1942 el Mariscal del Aire Arthur Harris fue designado para comenzar los bombardeos masivos sobre las principales ciudades alemanas, el comienzo de estos ataques supuso el inicio de una guerra de carácter total entre Alemania y el Imperio británico. Con el objetivo de reducir la capacidad de mano de obra y producción en Alemania se pusieron como objetivos prioritarios el ataque a hogares, fábricas y centros históricos mediante el uso de bombas incendiarias para que el daño fuera mucho mayor. Este nuevo enfoque fue obra de Blackett quien calculó que los ataques de la RAF podrían destruir en pocos meses las ciudades alemanas. El plan fue muy polémico pero fue aceptado debido a que era la única manera de atacar Alemania de una manera directa.
A principios de 1942 los soviéticos exigían a sus aliados occidentales la apertura de un segundo frente para aliviar su situación. El 14 de febrero de 1942 fue emitida la Directiva Nº22 en la que se autorizaban, sin restricciones, el bombardeo de las ciudades de Essen, Duisburg, Düsseldorf y Colonia seguidos de Brunswick, Lübeck, Rostock, Bremen, Kiel, Hannover, Fráncfort del Meno, Mannheim, Stuttgart, y Schweinfurt. Para evitar confusiones Charles Portal escribió a Norman Bottomley:

Supongo que está claro el objetivo de los ataques, la población civil enemiga y no las fábricas y astilleros.

El primer ataque de este tipo se realizó en la noche del 28 al 29 de marzo de 1942 cuando 234 aviones bombardearon Lübeck, destruyendo la mayor parte del centro de la ciudad.

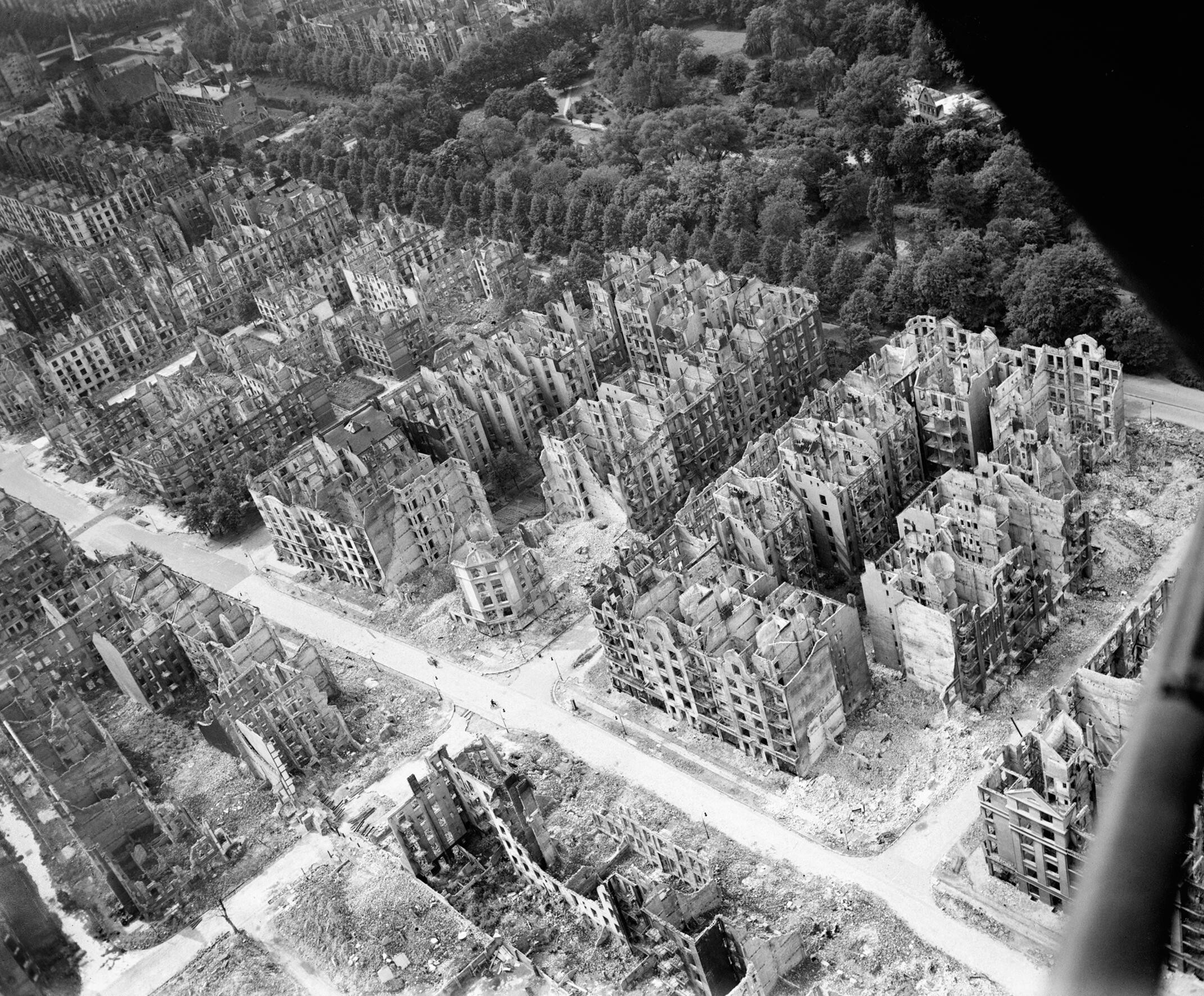
Hamburgo tras un bombardeo en 1943

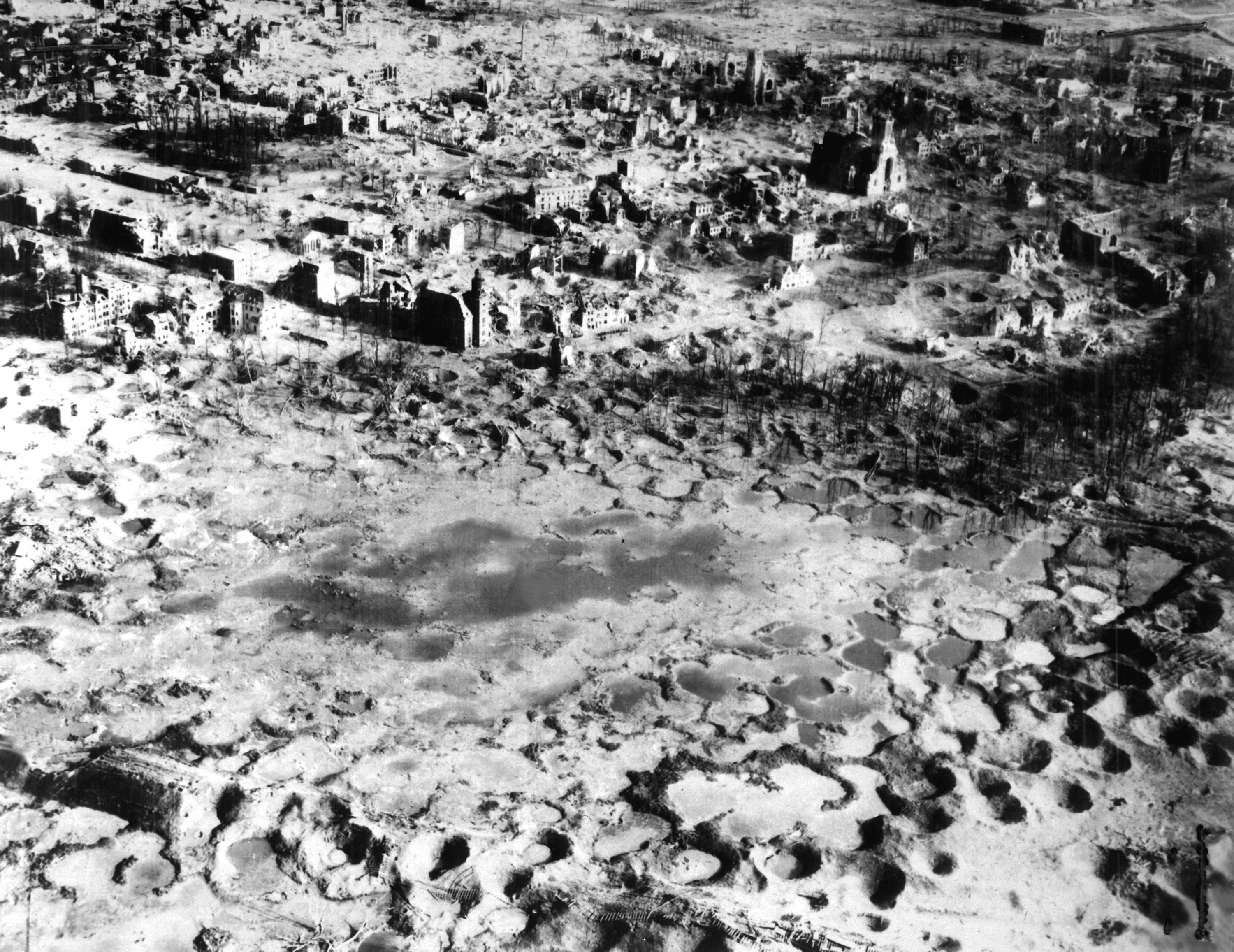
El centro de Wesel tras ser bombardeado, el 97% del centro fue destruido

El primer bombardeo de carácter masivo se efectuó sobre la ciudad medieval de Colonia, una de las mayores zonas industriales del país. En la noche del 30 de mayo al 31 de mayo de 1942, 1046 bombarderos arrojaron más de 2000 toneladas de explosivos y bombas incendiarias, provocando centenas de incendios individuales. La devastación fue total, destruyéndose más de 3300 casas y 36 fábricas, entre otros. Las víctimas mortales no superaron las 500 pero el ataque dejó a más de 45.000 sin un lugar donde vivir o trabajar. Los británicos perdieron 40 aeronaves. En los días posteriores también fueron atacadas Essen y Bremen.
Los ejemplos más extremos de los ataques masivos sobre la población fueron causadas por la llamada Operación Gomorra donde Hamburgo fue destruida con un saldo de más de 34.000 muertos y 900.000 desplazados. El ataque a Kassel se saldó con 10 000 muertos, el de Darmstadt con 12.500 muertos, el ataque a Pforzheim dejó 21.200 muertos, en Swinemünde 23.000 muertos y el bombardeo de Dresde a su ciudad medieval al final de la guerra, del 13 al 15 de febrero de 1945, dejó entre 18.000 y 35.000 muertos, siendo aún uno de los episodios más polémicos de la Segunda Guerra Mundial.

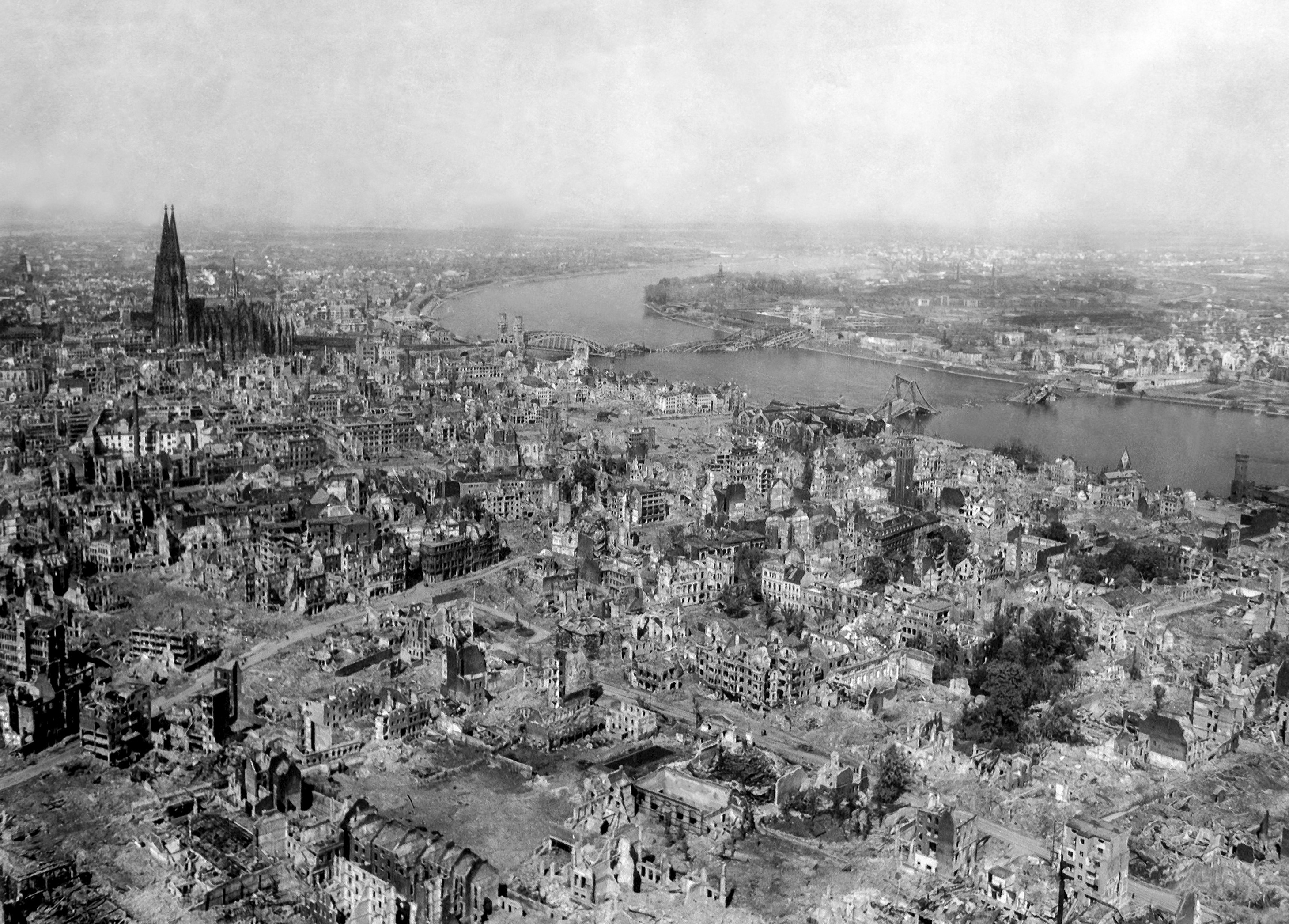
Colonia en 1945

En los dos primeros años de campaña los efectos de los bombardeos estratégicos británicos estaban muy sobrevalorados a pesar de la prácticamente nula eficacia que habían tenido. Los alemanes eran capaces de sustituir y minimizar los daños causados, en parte gracias a las lecciones aprendidas durante los bombardeos sobre Inglaterra. Estos problemas intentaron ser solventados con una mejora en la precisión y concentración de los ataques en una zona determinada. Estas mejoras fueron acompañadas por una mejor formación de la tripulación, ayudas electrónicas y nuevas tácticas diseñadas por el Mariscal del aire británico, Arthur Harris. Según el historiador económico Tooze Adán, el punto de inflexión en la economía alemana se produjo entre marzo de 1943 y marzo de 1944. Entre otros, los bombardeos consiguieron hacer retroceder la producción de las principales armas de guerra alemanas como los tanques Tiger o los cañones de 88 mm, la pieza de artillería más potente, eficaz y multipropósito de la Wehrmacht. Estas industrias se vieron principalmente afectadas a raíz del bombardeo de Hamburgo. En marzo de 1943 tuvo lugar una larga campaña de la RAF sobre la cuenca del Ruhr, el principal centro industrial metalúrgico y minero del país. Entre marzo y julio fueron arrojadas 34.000 toneladas de bombas reduciendo la producción de acero en 200.000 toneladas, lastrando todo la economía alemana que arrastraba un déficit de producción de 400.000 toneladas. El ministro de armamento alemán, Albert Speer, llegó a reconocer la eficacia británica y los trastornos que los ataques habían producido en sus planes de expansión de la producción.
En octubre de 1943, Harris instó al gobierno a que diera toda la información posible a la población sobre los ataques sobre Alemania. Los objetivos británicos eran, además de fábricas y objetivos militares, la población civil. Los medios de transporte, servicios públicos, carreteras, vías férreas, viviendas y todo lo que ayudara a minar moral alemana eran objetivos. A partir del 23 de septiembre empezaron a bombardearse puertos fluviales y canales, con los ataques sobre el canal Dortmund-Ems y el canal Central de los que dependía sobremanera la economía alemana. Los ataques sobre el Dortmund-Ems produjeron enormes retrasos en el tráfico hacia el río Rin que provocaron un impacto inmediato sobre el transporte de mercancías, destacando el transporte de carbón, pieza fundamental de la economía alemana. A comienzos de 1945, los envíos se habían reducido a la mitad y excepto en zonas limitadas, el suministro de carbón y mercancías de carácter básico habían sido eliminados.

### Bombardeos estadounidenses sobre Europa
| Año   | RAF     | USAF    |
| ----- | ------- | ------- |
| 1939  | 31      | —       |
| 1940  | 13 033  | —       |
| 1941  | 31 504  | —       |
| 1942  | 45 561  | 1561    |
| 1943  | 157 457 | 44 165  |
| 1944  | 525 518 | 389 119 |
| 1945  | 191 540 | 188 573 |
| Total | 964 644 | 623 418 |

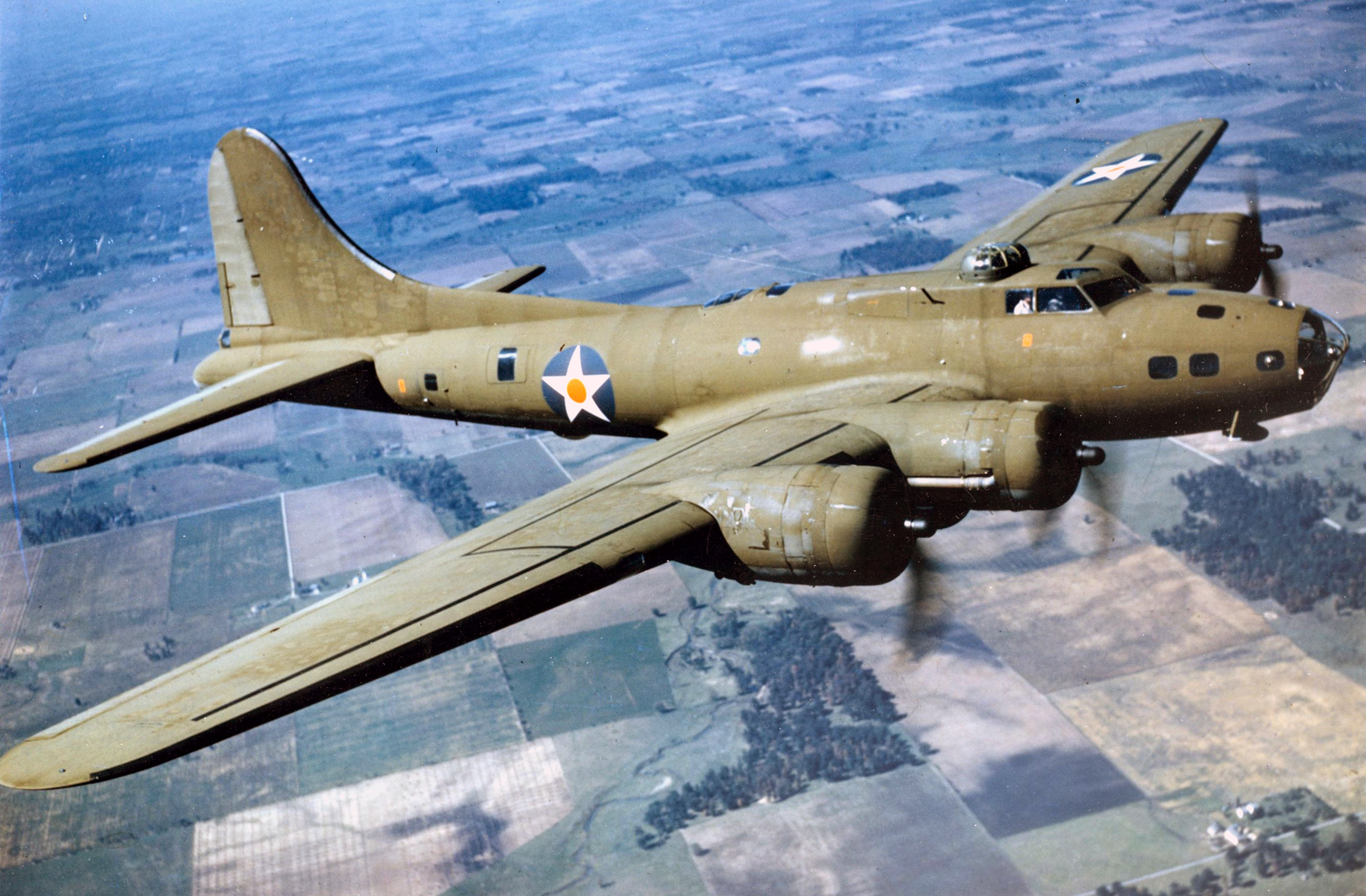
Un Boeing B-17 volando sobre Francia en 1942

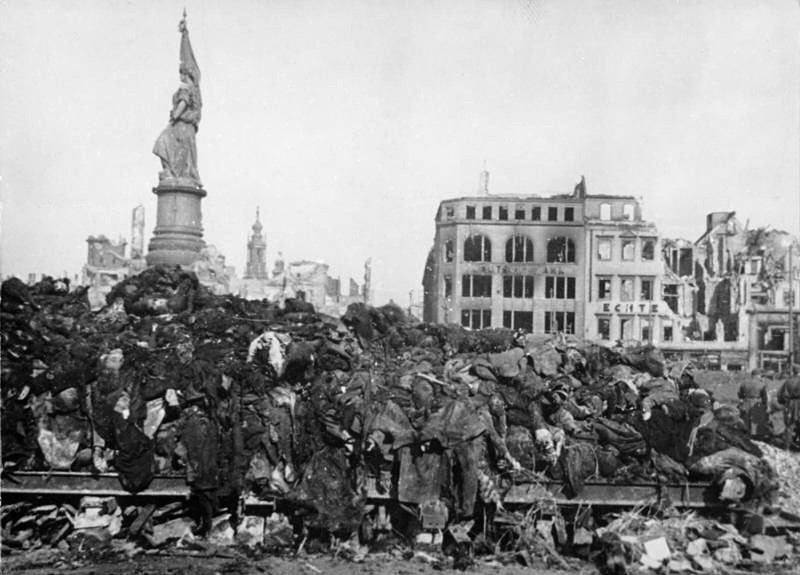
Pila de cadáveres en Dresde tras los ataques aliados de febrero de 1945

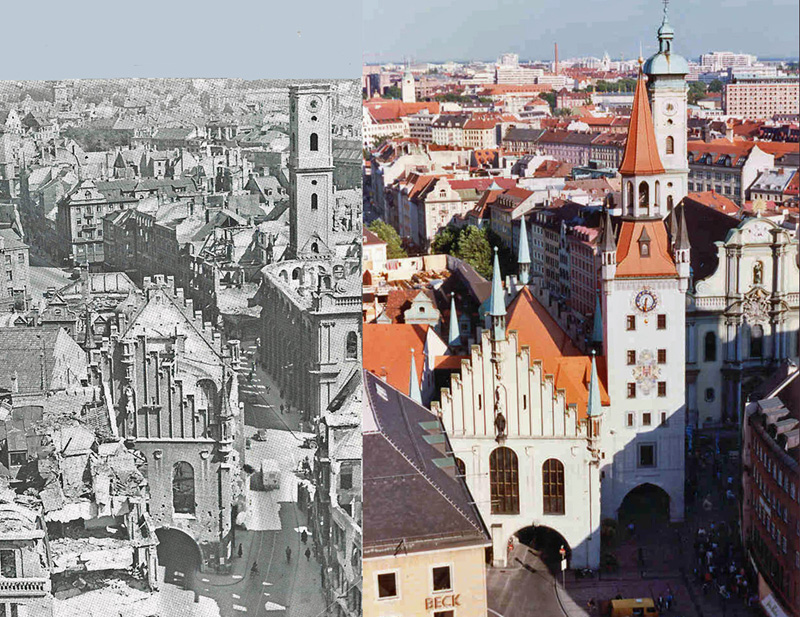
Comparación del estado de la ciudad de Múnich en 1945 y en 1989

A mediados de 1942 la USAAF —Las Fuerzas Aéreas del Ejército de los Estados Unidos— desembarcó en el Reino Unido realizando algunas incursiones sobre el Canal de la Mancha con la llegada de la Octava Fuerza Aérea compuesta fundamentalmente por los bombarderos B-17 o "Fortalezas Volantes", llamadas así por su blindaje y las diez a doce ametralladoras que montaba, lo que eliminaba los ángulos muertos. Al contrario que los británicos cuyas bombas eran de pequeño tamaño, la USAAF empleaba bombas incendiarias que se lanzaban a gran altura en incursiones sobre Francia, Alemania y Austria. A comienzos de 1943 Washington y Londres adoptaron una estrategia común en los ataques sobre Alemania, centrándose en "bombardeos de precisión" sobre fábricas, bases navales, astilleros, ferrocarriles, nudos de comunicaciones, canales, aeropuertos, fábricas de acero, refinerías y centrales eléctricas. En la Conferencia de Casablanca se aprobó un plan combinado de operaciones aéreas entre la RAF y la USAF. A lo largo de la guerra los ataques de mayor importancia se realizarían en oleadas, interviniendo aviones de ambos países, los estadounidenses se especializaron en los ataques de precisión a gran altura durante el día, mientras los británicos destacaron en los ataques nocturnos. Como ya se había especificado en más ocasiones los ataques tenían por objetivo la "destrucción progresiva del sistema militar, industrial y económico alemán". En marzo de 1943 estaban disponibles 669 bombarderos de la RAF y 303 de la USAAF. Durante 1943 los ataques se efectuaban sin escolta alguna por lo que los cazas alemanes hacían un significativo número de blancos, causando muchas bajas a los aliados; no fue hasta 1944 con la llegada del P-51 Mustang cuando la balanza en esta materia se inclinó a favor de Estados Unidos y el Reino Unido. Pronto se comprobó que los bombardeos de precisión eran poco o nada precisos, calculándose que solo el 7% de las bombas caían a 300 metros o menos de su objetivo. En cambio los ataques con bombas incendiarias resultaron ser muy eficaces, como en la destrucción de Hamburgo en junio de 1943 donde dejaron 34 000 muertos y 125 000 heridos. Los cada vez más violentos ataques obligaron a Alemania a desviar una parte importante de sus recursos para combatirlos.
En 1944 la USAAF estableció a la XV Fuerza Aérea en Italia con el fin de alcanzar el sur de Alemania y Austria. En los primeros meses de ese mismo año los ataques sobre ciudades, industrias y comunicaciones fueron continuos, marcando un punto de inflexión en la economía alemana. En verano, con el desarrollo de la Operación Overlord —el desembarco aliado en Normandía— los ataques se relajaron, pues las fuerzas aéreas se centraron en dar cobertura y apoyo a las unidades que se internaban en Francia. 1944 terminó con una indiscutible superioridad aérea aliada sobre Europa. En 1945 los ataques combinados se centraron en el ataque a las grandes ciudades y la cuenca del Ruhr, destacando el bombardeo de Dresde, uno de los episodios más polémicos de la Segunda Guerra Mundial.

#### Efectividad
Durante y después de la guerra los bombardeos estratégicos fueron en muchas ocasiones severamente criticados. Su en ocasiones escasa precisión, efectividad o efectos contraproducentes le hizo ganar un gran número de detractores. Uno de los principales argumentos era el hecho de que durante la guerra y hasta principios de 1945, momento en el que Alemania ya estaba prácticamente derrotada, la producción industrial del país no había hecho sino aumentar. Antes de la guerra y en sus comienzos la industria alemana solo trabajaba en un único turno de 8 horas diarias, al ampliar estos turnos hasta las 24 horas la producción alemana rápidamente se triplicó. En cambio, los bombardeos si supusieron un problema en los transportes y la producción de petróleo, hecho que contribuyó a la caída de Alemania como llegó a reconocer Albert Speer cuando dijo que los ataques sobre las refinerías eran el mayor de sus problemas. En los compases finales de la guerra, tanques y aviones no podían siquiera desplazarse al combate por la falta de combustible, lo que también allanó el camino a los bombarderos aliados y acortó significativamente la guerra en Europa. La falta de petróleo también fue un impedimento para la producción en masa del revolucionario submarino del Tipo XXI, el cual, en palabras tanto del almirante alemán Karl Dönitz como del primer ministro Winston Churchill podría haber alterado el curso de la crucial batalla del Atlántico. Según las estadísticas manejadas por los Estados Unidos, los ataques a puertos y astilleros entre diciembre de 1942 y junio de 1943 no eran lo suficientemente pesados como para provocar daños irreparables. Habría que esperar para esto hasta aproximadamente noviembre de 1944 cuando los principales astilleros como los de Kiel, Hamburgo o Blohm se detuvieron completamente.
En la actualidad son halladas bombas que no explotaron, en las ciudades de Alemania, implicando la evacuación de los centros históricos.

### Bombardeos en Italia
Italia, primero como miembro del Eje y luego como país ocupado por los alemanes, fue duramente bombardeada por las fuerzas aliadas durante toda la guerra. En el norte de Italia, después de los bombardeos a pequeña escala dirigidos principalmente a fábricas, que solo causaron pocos daños y víctimas, el Comando de Bombarderos de la RAF lanzó una primera campaña de bombardeos a gran escala en Milán, Turín y Génova en el llamado "triángulo industrial" durante el otoño de 1942. Las tres ciudades sufrieron graves daños y cientos de bajas civiles, aunque los efectos fueron menos desastrosos que los sufridos por las ciudades alemanas, principalmente porque las ciudades italianas tenían centros con edificios hechos de ladrillo y piedra, mientras que las ciudades alemanas tenían centros con edificios de madera. Milán y Turín fueron bombardeadas nuevamente en febrero de 1943; las incursiones más intensas se llevaron a cabo en julio (295 bombarderos arrojaron 763 toneladas de bombas sobre Turín, matando a 792 personas) y agosto (las tres ciudades fueron bombardeadas y un total de 843 bombarderos arrojaron 2268 toneladas de bombas sobre Milán, causando alrededor de 900 bajas). Estos ataques causaron daños generalizados y provocaron la huida de la mayoría de los habitantes de las ciudades. La única otra ciudad en Italia que fue objeto de un bombardeo de área fue La Spezia, fuertemente bombardeada por el Bomber Command durante abril de 1943, con bajas leves pero daños masivos (45% de los edificios fueron destruidos o gravemente dañados, y solo 25%-30% permaneció intacto).
Durante 1944 y 1945, Milán, Turín y Génova fueron bombardeadas por bombarderos de la USAAF, que apuntaban principalmente a fábricas y patios de clasificación; sin embargo, la imprecisión en los bombardeos provocó una mayor destrucción de vastas áreas. Al final de la guerra, alrededor del 30-40% de los edificios en cada una de las tres ciudades fueron destruidos, y tanto en Milán como en Turín, menos de la mitad de la ciudad permaneció intacta. 2,199 personas murieron en Turín y más de 2,200 en Milán. Varias otras ciudades en el norte de Italia sufrieron graves daños y bajas debido a los bombardeos de la USAAF, generalmente dirigidos a fábricas y patios de clasificación, pero a menudo inexactos; entre ellos Bolonia (2.481 bajas), Padua (alrededor de 2.000 bajas), Rimini (98% de la ciudad destruida o dañada), Treviso (1.600 muertos en el bombardeo del 7 de abril de 1944, 80% de la ciudad destruida o dañada), Trieste (463 bajas el 10 de junio de 1944), Vicenza (317 bajas el 18 de noviembre de 1944).

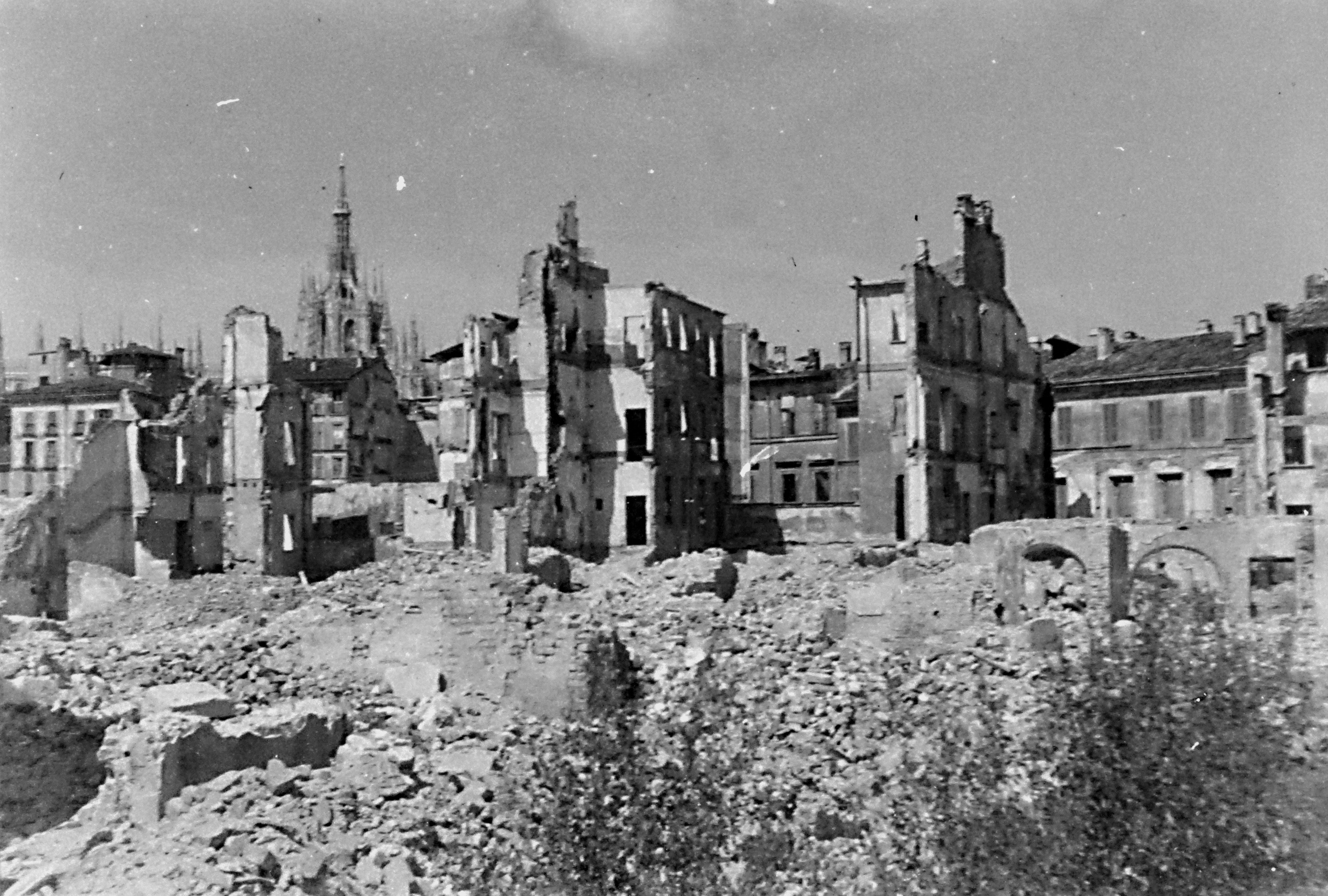
Edificios destruidos en Milán tras los atentados de agosto de 1943. La catedral de Milán se ve al fondo.

En el sur de Italia, después de los bombardeos a pequeña escala de la RAF (más frecuentes que en el norte), la USAAF comenzó su campaña de bombardeos en diciembre de 1942. Los bombardeos se dirigieron principalmente a instalaciones portuarias, astilleros, fábricas y aeropuertos, pero la inexactitud de los ataques causó una gran destrucción y bajas civiles; entre las ciudades más afectadas se encuentran Nápoles (6.000 víctimas), Mesina (más de un tercio de la ciudad fue destruida, y solo el 30% permaneció intacto), Reggio de Calabria, Foggia (miles de víctimas), Cagliari (416 habitantes murieron en los bombardeos de febrero de 1943, el 80% de la ciudad fue dañada o destruida), Palermo, Catania y Trapani (70% de los edificios dañados o destruidos).
El centro de Italia permaneció intacto durante los tres primeros años de la guerra, pero a partir de 1943 fue fuertemente bombardeado por la USAAF, con graves daños (generalmente debido a la inexactitud de los bombardeos) en varias ciudades, incluida Livorno (el 57% de la ciudad fue destruida) destruidas o dañadas, más de 500 personas murieron en junio de 1943), Civitavecchia, Grosseto, Terni (1.077 bajas), Pisa (1.738 bajas), Pescara (entre 2.200 y 3.900 bajas), Ancona (1.182 bajas), Viterbo (1.017 bajas) e Isernia (unas 500 bajas el 11 de septiembre de 1943). Roma fue bombardeada en varias ocasiones; el centro histórico y el Vaticano se salvaron, pero los suburbios sufrieron graves daños y entre 3.000 y 5.000 víctimas. Florencia también sufrió algunos bombardeos en las afueras (215 personas murieron el 25 de septiembre de 1943), mientras que el centro histórico no fue bombardeado. Venecia propiamente dicha nunca fue bombardeada.
En Dalmacia, el enclave italiano de Zadar sufrió extensos bombardeos, que destruyeron el 60% de la ciudad y mataron a unos 1.000 de sus 20.000 habitantes, lo que provocó que la mayoría de la población huyera a la Italia continental (la ciudad fue posteriormente anexada a Yugoslavia). A excepción de Roma, Venecia, Florencia, Urbino y Siena, el daño al patrimonio cultural en Italia fue generalizado.

### Bombardeos soviéticos estratégicos

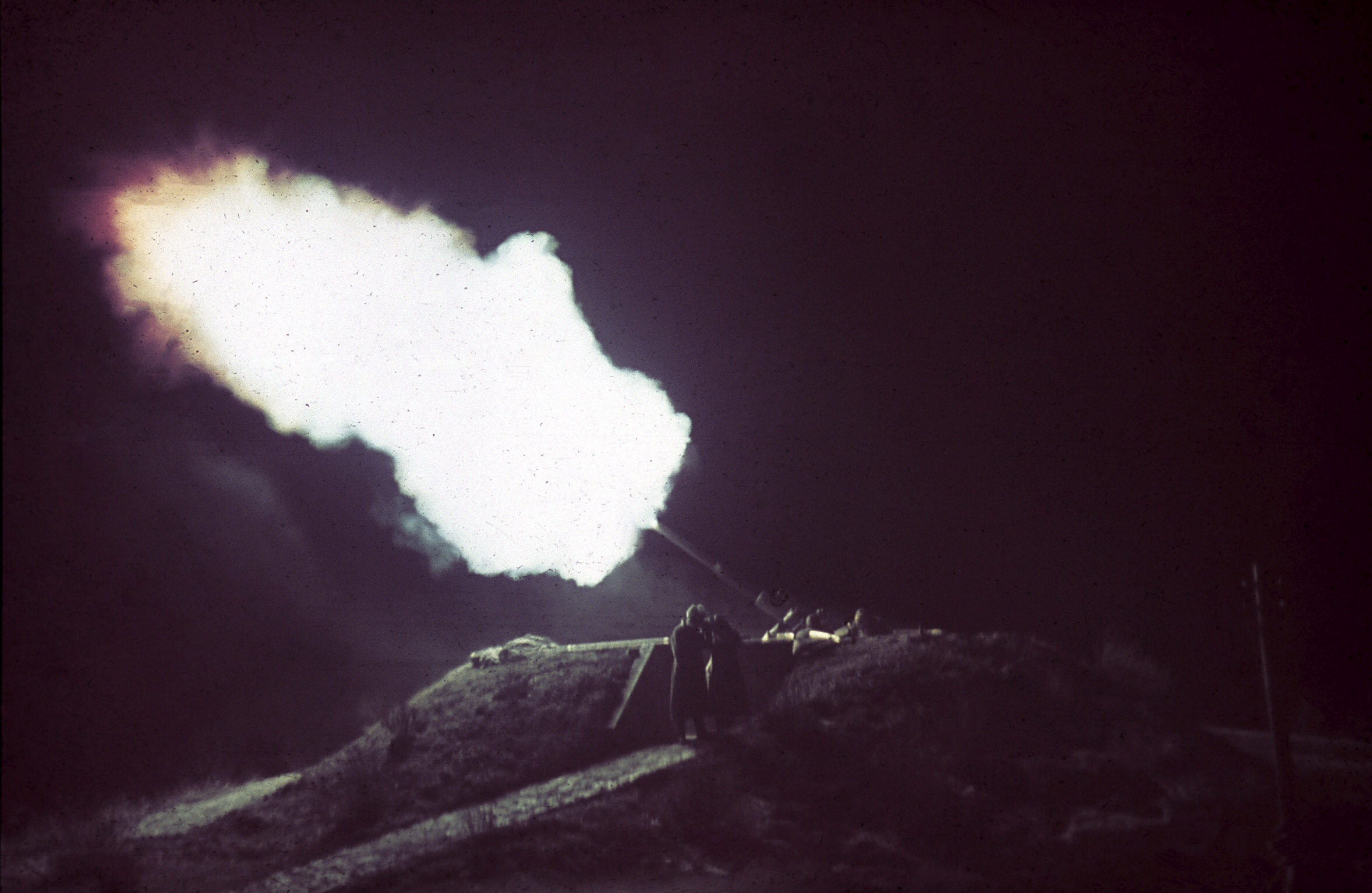
Puesto antiaéreo en Helsinki, Finlandia durante un bombardeo soviético en noviembre de 1942

La primera campaña de bombardeos soviética fue contra los campos petroleros de Rumanía, país aliado de la Alemania nazi, en el verano de 1941, poco después del comienzo de la invasión de la Unión Soviética. En respuesta a una incursión de la Luftwaffe sobre Moscú en la noche del 21 al 22 de julio, la Aviación Naval Soviética lanzó una serie de siete bombardeos en Alemania, principalmente sobre Berlín, entre el 8 de agosto y la noche del 4 de septiembre. Los ataques los realizaban escuadrones de entre cuatro y quince aviones —el 11 de agosto tuvo su bautismo de fuego el nuevo Petliakov Pe-8— desde la isla de Saaremaa, base del Primer Regimiento Aéreo (aunque una de las incursiones la protagonizó la 81.ª División Aérea con base en Pushkin). Además de treinta toneladas de bombas, también se lanzaron panfletos con un desafiante discurso de Stalin pronunciado el 3 de julio. Los soviéticos enviaron un total de 549 bombarderos de largo alcance sobre territorio alemán en 1941.

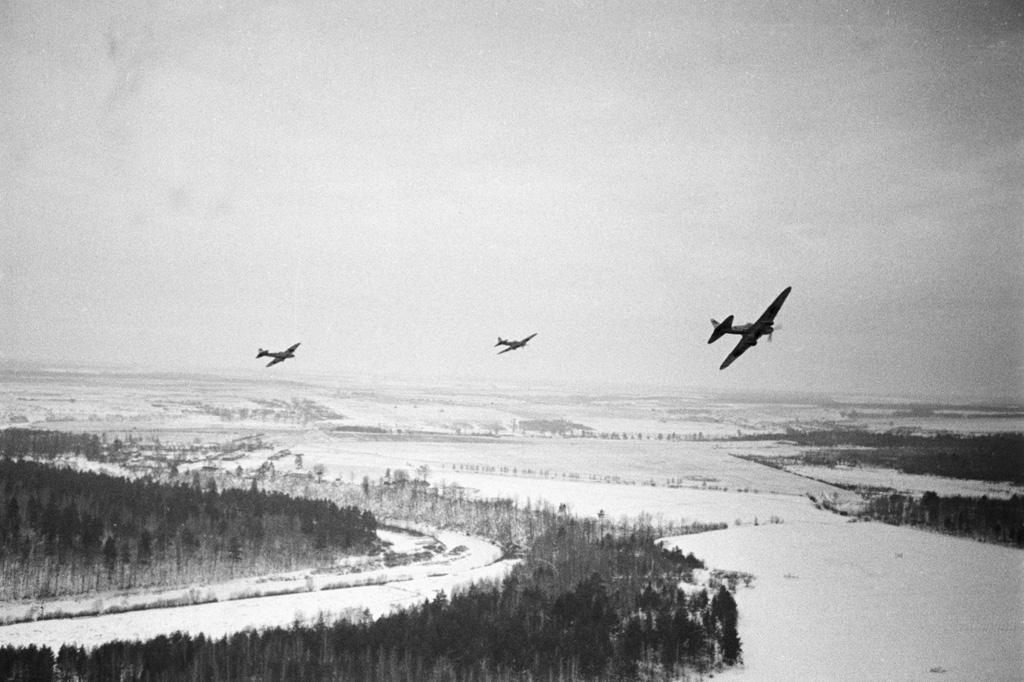
Aviones soviéticos sobrevolando posiciones alemanas durante la batalla de Moscú en diciembre de 1941

En marzo de 1942 las fuerzas de bombardeo estratégico de la Unión Soviética se reorganizaron y formaron la Fuerza Aérea de Largo Alcance. Se atacó Berlín en sucesivas incursiones entre el 26 y el 29 de agosto de ese 1942 y de nuevo en la noche del 9 al 10 de septiembre con 212 aviones. Se bombardeó Helsinki por primera vez el 24 de agosto y en las noches del 4 al 5 y del 9 al 10 de septiembre se atacó Budapest. Tres días después, en la noche del 13 de septiembre le tocó el turno a Bucarest. Las ciudades polacas bajo control alemán, como Cracovia y Varsovia, no estuvieron exentas, pero en estos casos los soviéticos se centraron en objetivos militares. En total en 1942 se realizaron 1114 incursiones sobre territorio alemán. En marzo de 1943 se dio un giro a la estrategia y en medio de los preparativos de la decisiva batalla de Kursk se atacaron los ferrocarriles de la retaguardia del Eje. En abril la Fuerza Aérea de Largo Alcance ya contaba con ocho cuerpos y once divisiones independientes, reuniendo un total de 700 aviones. Desde abril se volvió la vista a objetivos administrativos y militares, centrándose los bombardeos en Prusia Oriental, donde cayeron 700 toneladas de 920 aviones. La bomba soviética más grande de la guerra, un arma de 5000 kilogramos de peso, fue arrojada sobre Königsberg en este periodo.
A lo largo de 1943 la URSS trató de dar la impresión de que cooperaba estrechamente con los bombardeos sobre Alemania de Estados Unidos y Reino Unido. En febrero de 1944 cambió una vez más su estrategia, esta vez con bombardeos de terror sobre Finlandia y Hungría, con el fin de que estos países se retirasen de la guerra y rompieran su alianza con Alemania. Helsinki fue golpeada con 733 bombardeos en la noche del 6 al 7 de febrero y nuevamente entre el día 15 y el 16 con 367 aviones y los días 25 y 26 con 850. En total se arrojaron sobre ella 2386 toneladas de bombas. Budapest fue bombardeada cuatro veces entre el 13 y el 20 de septiembre con 8000 toneladas de bombas y 1129 aviones. Los soviéticos realizaron 4466 incursiones aéreas en territorio enemigo en 1944. En diciembre, la Fuerza Aérea de Largo Alcance se reorganizó como el 18.º ejército del Aire.

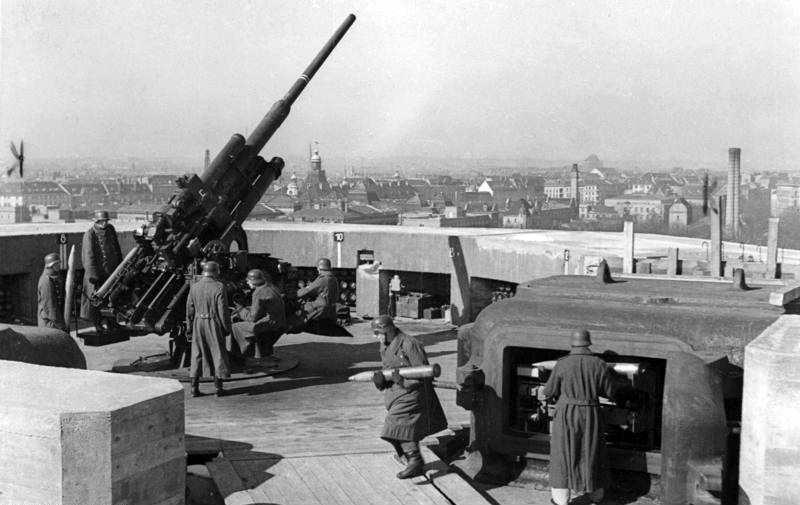
Sistema de defensa aérea de hormigón en Berlín en abril de 1942

La principal tarea del 18.º ejército del Aire fue apoyar la ofensiva final del Ejército Rojo sobre Alemania, realizando incursiones sobre Berlín, Breslavia, Danzig y Königsberg. En total, 7158 aviones soviéticos dejaron caer 6700 toneladas de bombas sobre el Reich durante la guerra, un modesto 3,1% de las salidas aéreas totales de aviones soviéticos; los bombardeos soviéticos sobre Alemania representaron apenas un 0,5% de los ataques aliados aéreos y un 0,2% de las bombas arrojadas. Después de la guerra, los historiadores marxistas de la URSS y la RDA afirmaban que la campaña de bombardeos soviética se limitó por los escrúpulos morales de la nación a bombardear zonas civiles. El teórico militar soviético, Vasili Chripin, cuyos postulados influyeron en las directrices sobre bombardeo estratégico de la URSS (1936) y los reglamentos para su administración del 26 de enero de 1940, se desmarcó de los «bombardeos de terror» defendidos como método por los teóricos occidentales. La guerra civil española convenció a los planificadores soviéticos de que el arma aérea sería más eficaz combinada con fuerzas terrestres. Sin embargo, después de la guerra el mariscal Vasili Sokolovski diría que «los soviéticos hubieran lanzado con gusto una gran ofensiva aérea si hubieran tenido la capacidad de hacerlo». En realidad, los soviéticos nunca orientaron sus esfuerzos en producir aviones pesado de largo alcance, por lo que no dispusieron de los medios para embarcarse en una campaña de ese calibre. La naturaleza terrestre del Frente Oriental requirió de una cooperación estrecha entre las fuerzas aéreas y las tropas terrestres, para lo que se precisaban aviones más pequeños.

### Ataques con V-1 y V-2

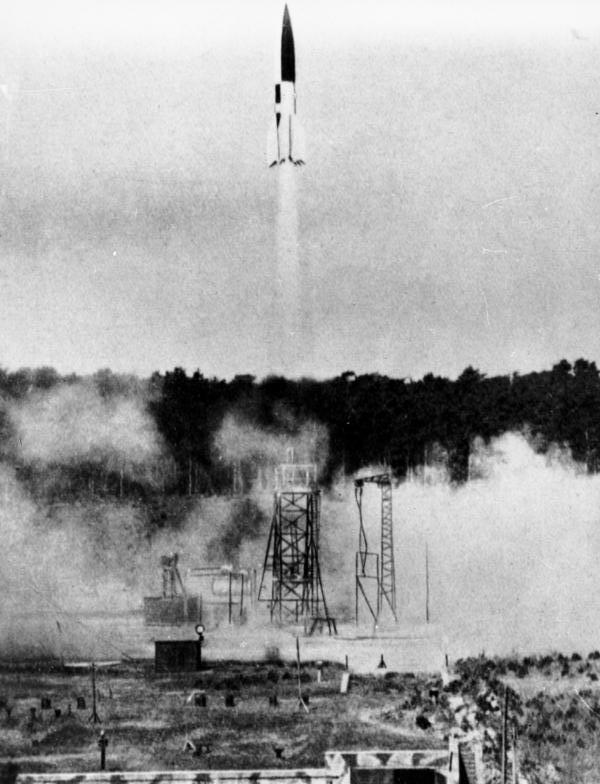
Lanzamiento de un V-2 en Peenemünde

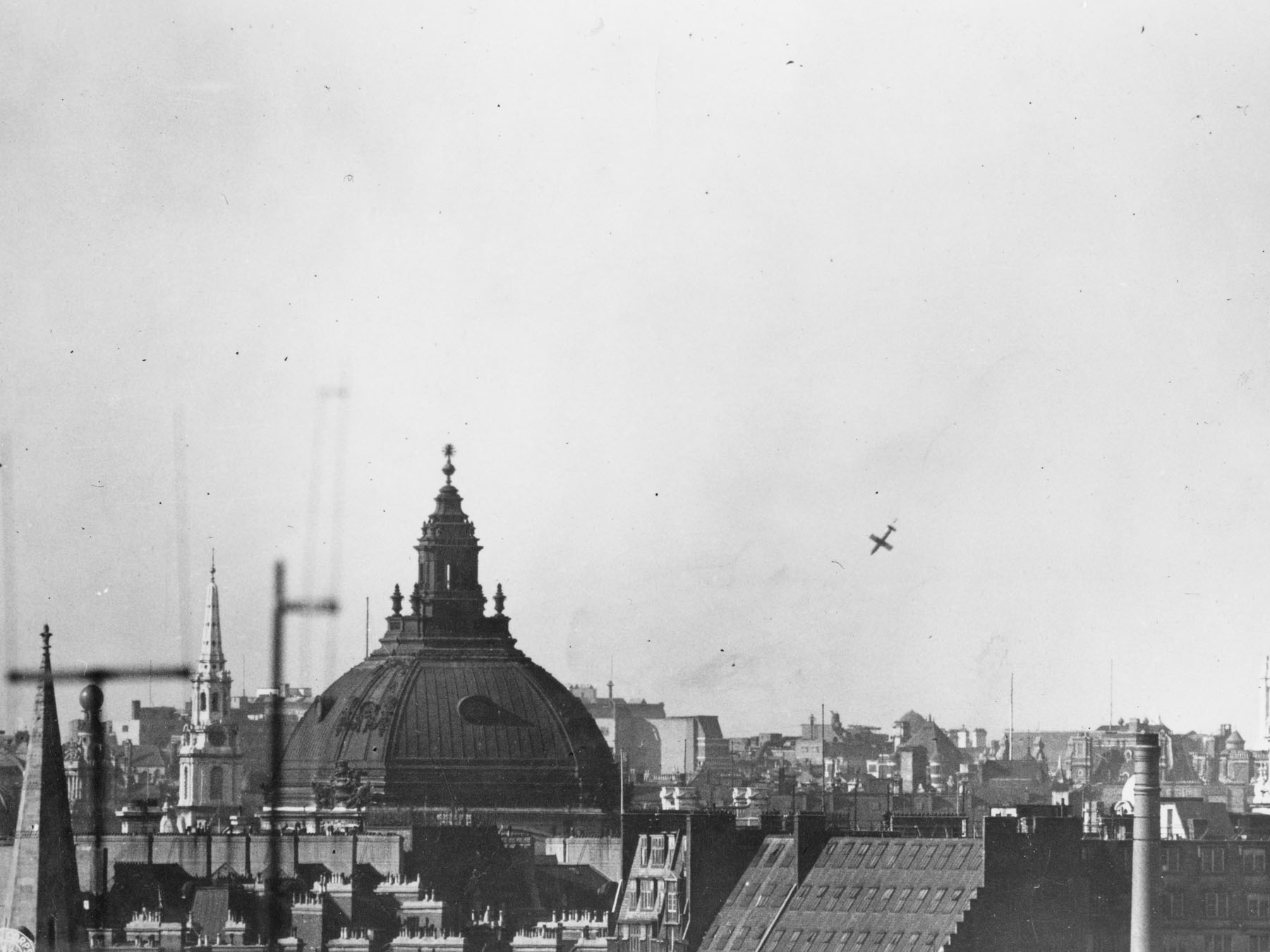
Caída de un V-1 sobre Londres en 1944

El periodo de calma en los cielo alemanes llegó a su fin en abril de 1942, cuando un poderoso ataque de la RAF destruyó la ciudad de Lübeck, una hermosa ciudad medieval; Como medida de represalia, Hitler ordenó a la Luftwaffe iniciar la llamada Baedeker Blitz, una operación dirigida a bombardear los objetivos británicos que más impacto tuvieran sobre la población civil y la industria de guerra británica. En enero de 1944, Alemania intentó dar un golpe a la moral británica con una campaña de bombardeos sobre la población civil en la llamada Operación Steinbock. Tras casi cinco años de guerra la escasez de aviones y la situación de la guerra no permitieron a los bombarderos volar de manera segura hasta Gran Bretaña, por lo que la operación no tuvo los efectos deseados. Debido a esta situación se presentaron unas nuevas armas desarrolladas por los científicos alemanes: las bombas volantes V-1 o Fieseler Fi 103 y el V-2 (Vergeltungswaffe 2), el primer misil balístico de la historia e imposible de interceptar. Desarrollados en Peenemünde, estos artefactos fueron utilizados para el bombardeo de Londres y las ciudades del sur de Inglaterra. La falta de recursos para su producción y el bajo número de unidades ayudó a que no causaran graves daños pero aun así fueron también fueron lanzados sobre Francia, el oeste de Alemania y Bélgica, siendo Amberes la principal ciudad afectada por estos ataques, mayores a los de Londres. Los aliados dirigieron parte de sus bombardeos estratégicos al ataque de la instalaciones de estas armas; los ataques más importantes son conocidos como Operación Crossbow. Ya en agosto de 1943 en la Operación Hydra los británicos habían bombardeado como medida de prevención las fábricas de Peenemünde.

### Víctimas
Después de la guerra, Estados Unidos decidió revisar los registros que se tenían sobre el impacto de los bombardeos sobre Alemania, llegando a la conclusión de que las estadísticas oficiales alemanas diferían mucho de la realidad. Se estimaron en 305 000 las vidas perdidas como mínimo en los ataques a las ciudades y no menos de 780 000 heridos. Además, alrededor de 7 500 000 de civiles se quedaron sin hogar.
Por lo tanto la cifra  de muertos en suelo alemán por acción de los bombardeos aliados se estima en 350 000. En el Reino Unido se contabilizaron 60 595 fallecidos por los ataques alemanes. En Francia fallecieron 67 078 franceses por los bombardeos británicos y estadounidenses. El 6 de abril de 1941, los alemanes, durante la invasión de Yugoslavia, bombardearon Belgrado, dejando más de 17 000 muertos. Los ataques aliados sobre el norte de Italia entre 1943 y 1945 dejaron otros 50 000 civiles muertos. 160 000 aviadores aliados perdieron la vida a lo largo de todos los años de operaciones aéreas.

## Bombardeos sobre Asia

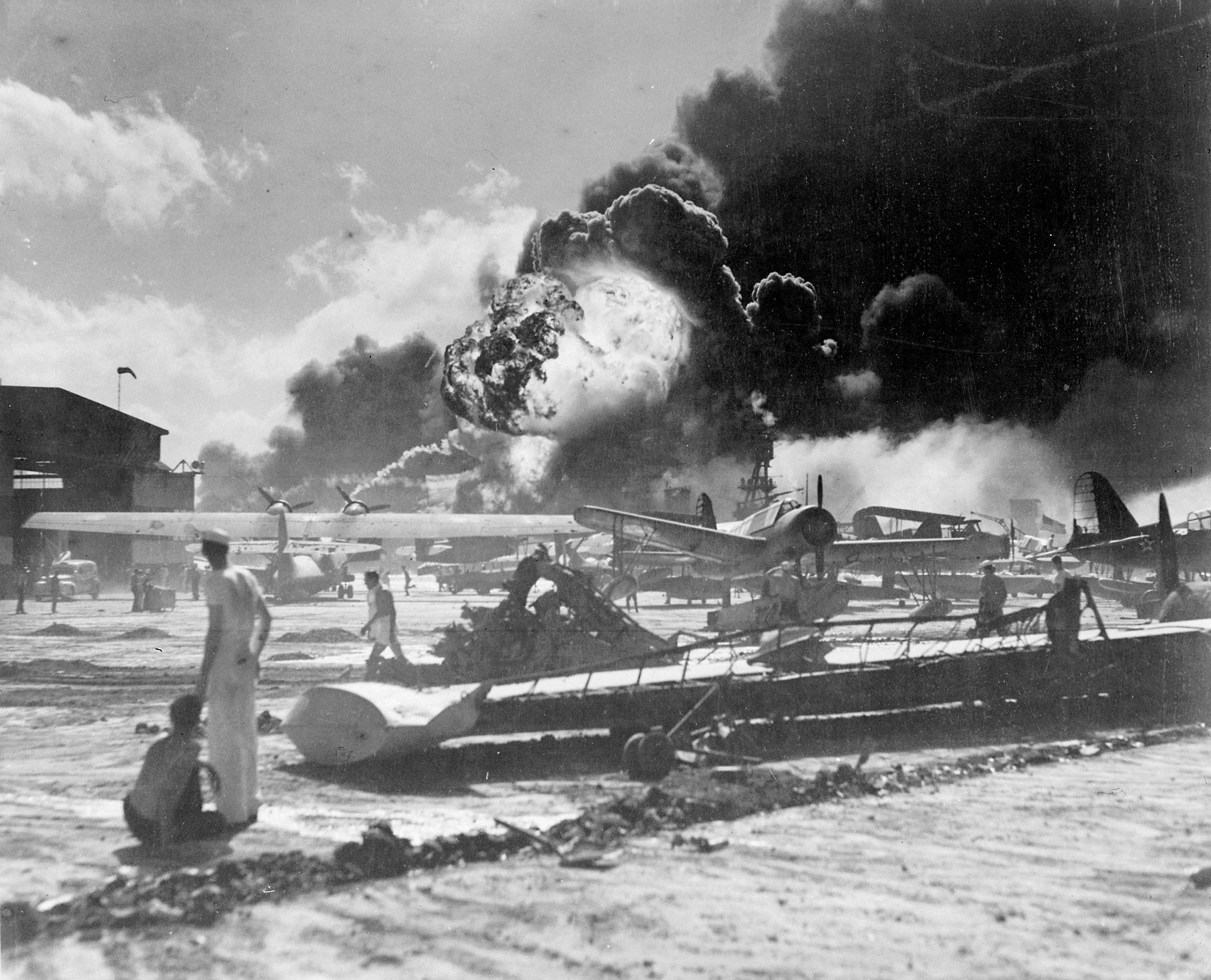
Aeronaves ardiendo en Pearl Harbor el 7 de diciembre de 1941

En el continente asiático la práctica totalidad de los bombardeos estratégicos fueron ejecutados por el Imperio Japonés y los Estados Unidos de América. La Commonwealth británica tenía planeado enviar una fuerza de 1000 bombarderos pesados al Lejano Oriente una vez concluyeran las operaciones en el continente europeo. Esto nunca se realizó, pues las hostilidades en la llamada Guerra del Pacífico finalizaron solo 4 meses después de haberse cerrado el teatro de operaciones europeo.

### Bombardeos japoneses
Los bombardeos estratégicos japoneses eran efectuados por la Armada Imperial Japonesa, desde aviones embarcados en portaaviones y el Servicio Aéreo del Ejército Imperial Japonés; al contrario que en el resto de ejércitos de las principales potencias, cada brazo del ejército actuaba de manera independiente y no en coordinación. Los bombardeos aéreos se concentraron y estuvieron dirigidos a las grandes ciudades chinas como Shanghái, Wuhan o Chongqing, con alrededor de 5.000 incursiones aéreas entre febrero de 1938 y agosto de 1943, dejando decenas de miles de muertos.

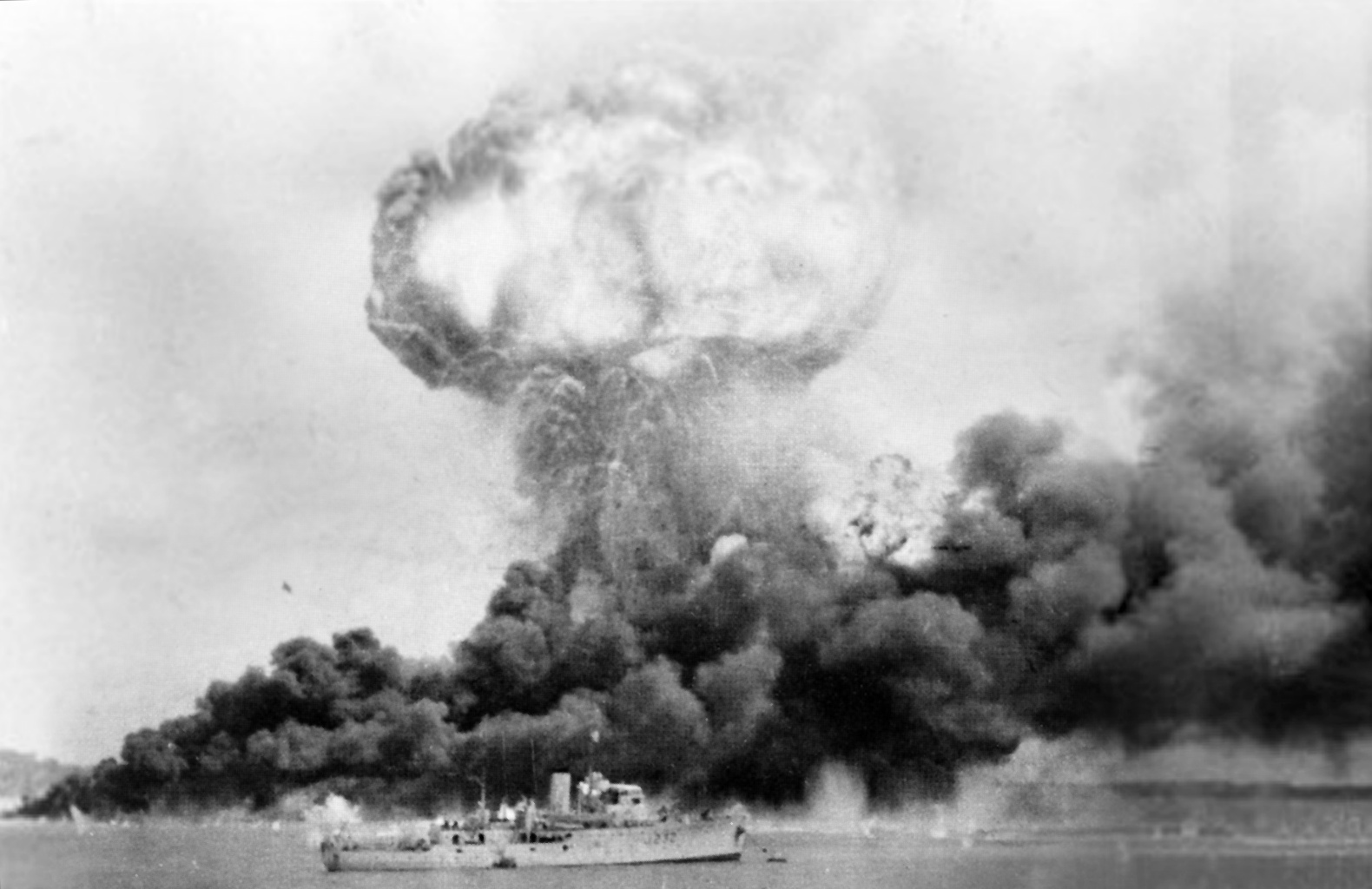
Bombardeo japonés de Darwin, Australia (en primer plano el HMAS Deloraine)

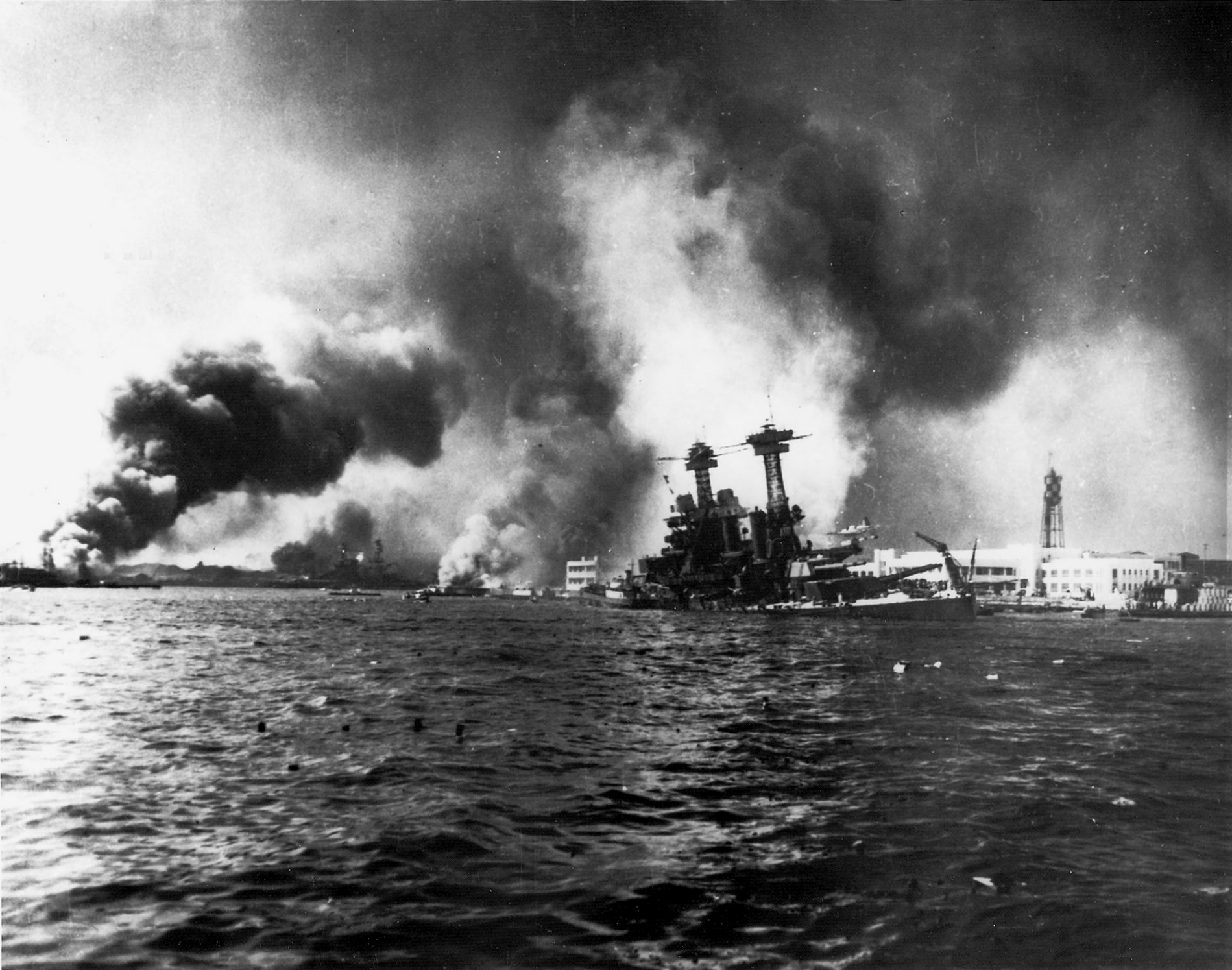
El USS California hundiéndose en Pearl Harbor tras el ataque japonés

Los bombardeos de Nankín y Cantón, que se desarrollaron entre el 22 y el 23 de septiembre de 1937 (antes del comienzo de la Segunda Guerra Mundial) en el marco de la segunda guerra sino-japonesa fueron unos de los primeros bombardeos contra la población en la historia, lo cual tuvo una gran repercusión internacional, horrorizando a la población de Occidente; incluso la Sociedad de Naciones abrió un expediente a Japón. Algunas de las voces que más resonaron en repulsa a los bombardeos fue la del subsecretario de Estado de Asuntos Exteriores británico Lord Cranborne, que denunció que el verdadero objetivo de los bombardeos no había sido militar sino que su único objetivo había sido la población civil con el único objetivo de sembrar el terror.
Durante la Segunda Guerra Mundial fueron bombardeados por los japoneses las Filipinas y el norte de Australia (bombardeo de Darwin del 19 de febrero de 1942). La Armada japonesa realizó durante toda la guerra una serie de bombardeos tácticos sobre las posiciones militares de estadounidenses y británicos (Pearl Harbor, Guadalcanal o Midway). Otros objetivos comunes fueron columnas de soldados, buques enemigos, aeródromos o instalaciones militares.

### Bombardeos estadounidenses sobre Japón
| Ciudad      | Porcentaje |
| ----------- | ---------- |
| Yokohama    | 58         |
| Tokio       | 51         |
| Toyama      | 99         |
| Nagoya      | 40         |
| Osaka       | 35         |
| Nishinomiya | 12         |
| Shimonoseki | 38         |
| Kure        | 42         |
| Kobe        | 56         |
| Wakayama    | 50         |
| Kawasaki    | 36         |
| Okayama     | 69         |
| Kagoshima   | 63         |
| Amagasaki   | 19         |
| Sasebo      | 41         |
| Miyakonojō  | 27         |
| Nobeoka     | 25         |
| Miyazaki    | 26         |
| Ube         | 21         |
| Saga        | 44         |
| Imabari     | 64         |
| Matsuyama   | 64         |
| Fukui       | 86         |
| Tokushima   | 85         |
| Sakai       | 48         |
| Hachioji    | 65         |
| Kumamoto    | 31         |
| Isesaki     | 57         |
| Takamatsu   | 68         |
| Akashi      | 50         |
| Fukuyama    | 81         |
| Aomori      | 30         |
| Okazaki     | 32         |
| Ōita        | 28         |
| Yokkaichi   | 34         |
| Ujiyamada   | 41         |
| Gifu        | 64         |
| Shizuoka    | 66         |
| Himeji      | 50         |
| Fukuoka     | 24         |
| Kōchi       | 55         |
| Shimizu     | 42         |
| Omura       | 33         |
| Chiba       | 41         |
| Ichinomiya  | 56         |
| Nara        | 69         |
| Tsu         | 69         |
| Toyohashi   | 62         |
| Numazu      | 42         |
| Kofu        | 79         |
| Utsunomiya  | 44         |
| Mito        | 69         |
| Sendai      | 22         |
| Hamamatsu   | 60         |
| Maebashi    | 64         |

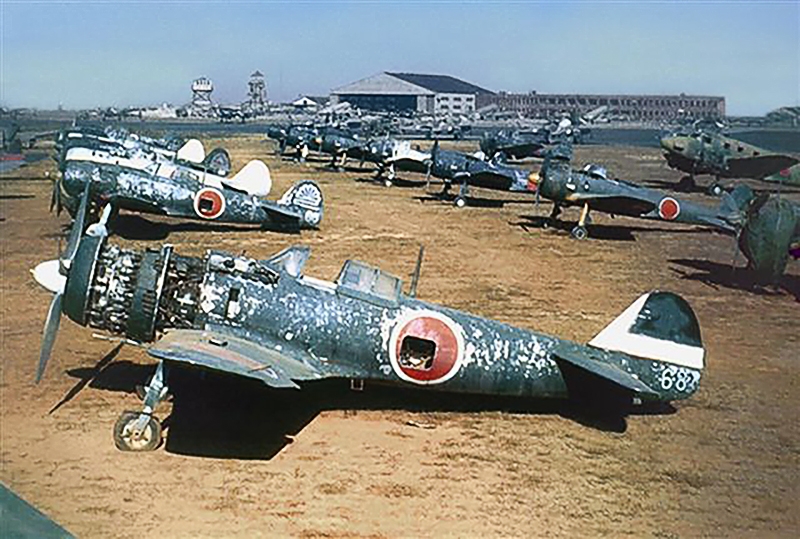
Foto de 1946 de cazas Ki-84 y Ki-43 en una base aérea que tenía el Ejército Imperial Japonés en Corea.

Los bombardeos estratégicos estadounidenses sobre Japón tuvieron lugar entre 1942 y 1945. En los últimos siete meses de campaña, en los bombardeos convencionales se empezaron a utilizar bombas incendiarias, cambio que resultó en la destrucción de 67 ciudades japonesas. Los bombardeos estadounidenses dejaron un saldo de unos 500 000 muertos y 5 millones de personas sin hogar. Más tarde dirían algunas personas cercanas al emperador Hirohito sobre estos ataques : 

Su visión de la destrucción de Tokio el 10 marzo de 1945 fue el comienzo de su convicción de que debíamos entablar un proceso de paz.

Durante estos ataques se realizaron los dos únicos ataques nucleares en la historia; las ciudades de Hiroshima y Nagasaki fueron destruidas, dejando un saldo total —solo en esos dos ataques— de unos 220 000 muertos.

#### Bombardeos convencionales
La primera incursión de Estados Unidos en suelo japonés fue el 18 de abril de 1942 (Incursión Doolittle), cuando 16 B-25 Mitchell despegaron del USS Hornet (CV-8) para atacar objetivos en Yokohama, Tokio y campos de aviación en China. Este primer ataque se hizo en respuesta al ataque japonés a Pearl Harbor, sirviendo como propaganda de guerra para levantar el ánimo estadounidense. Sin embargo ninguno de los aviones atacantes alcanzaron sus objetivos, siendo varios aviones derribados. Fueron capturados dos estadounidenses y uno de los aviones acabó aterrizando en la Unión Soviética. Si algo determinó el destino de los bombardeos fue el desarrollo de los bombarderos B-29, pues poseía un radio de acción de casi 2500 kilómetros y podía transportar 20 toneladas de bombas. Casi el 90% de las bombas lanzadas fueron desde este tipo de aeronaves (147 000 toneladas). La primera incursión de bombarderos B-29 sobre Japón tuvo lugar el 15 de junio de 1944 desde bases situadas en Chengdu, China, a unos 1500 kilómetros de sus objetivos. Esta primera incursión no fue apenas perjudicial para Japón; solo 47 de los 68 bombardeos alcanzaron sus objetivos, 4 se estrellaron y 6 no pudieron lanzar sus bombas por problemas mecánicos. Solo un avión fue derribado bajo fuego enemigo. El primer ataque desde el este ocurrió el 24 de noviembre de 1944 cuando 88 aviones bombardearon Tokio a gran altura (unos 10 000 metros). Se estima que alrededor del 10% de las bombas alcanzaron los objetivos marcados.

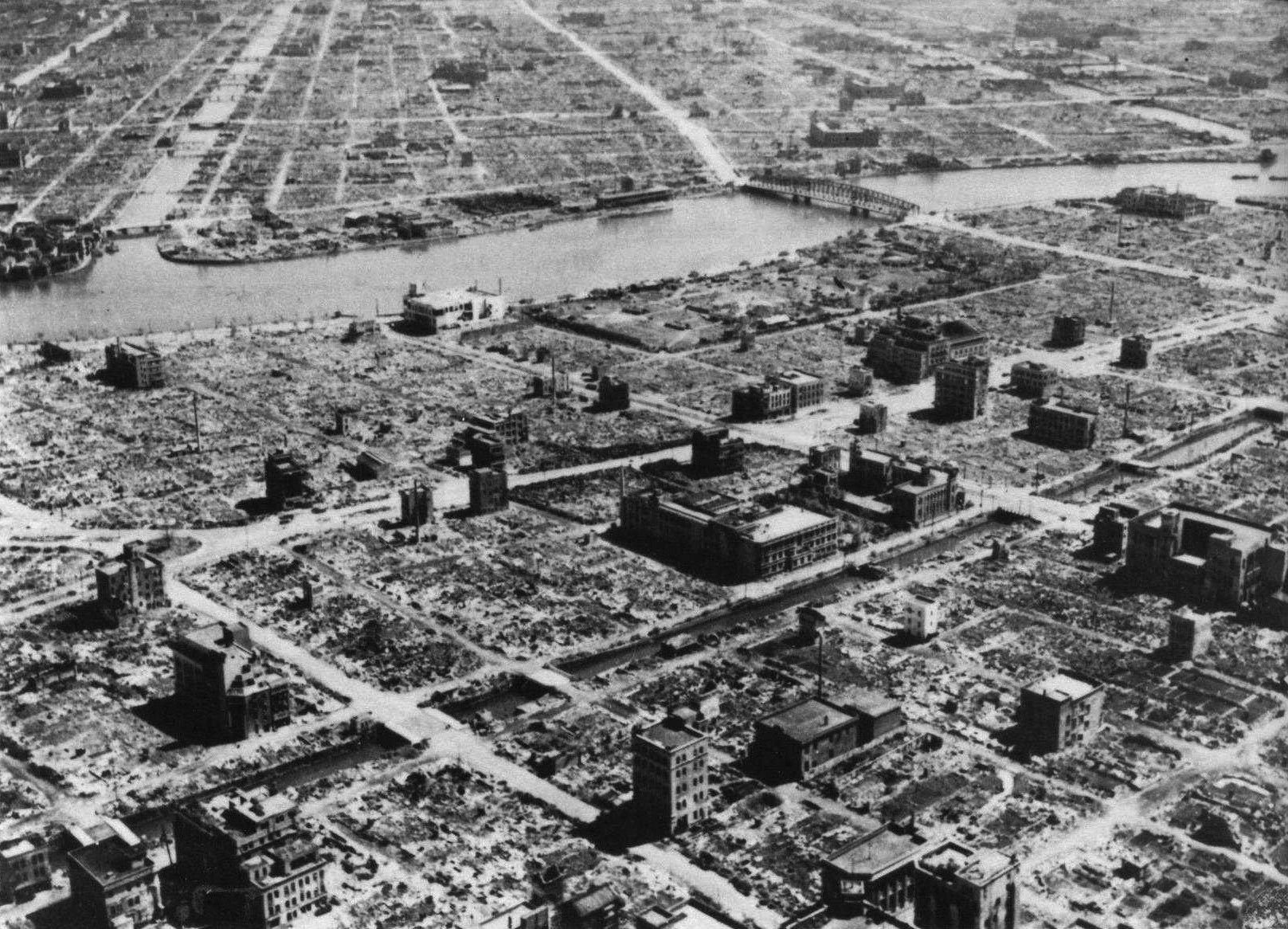
Zona residencial de Tokio tras ser bombardeada en marzo de 1945

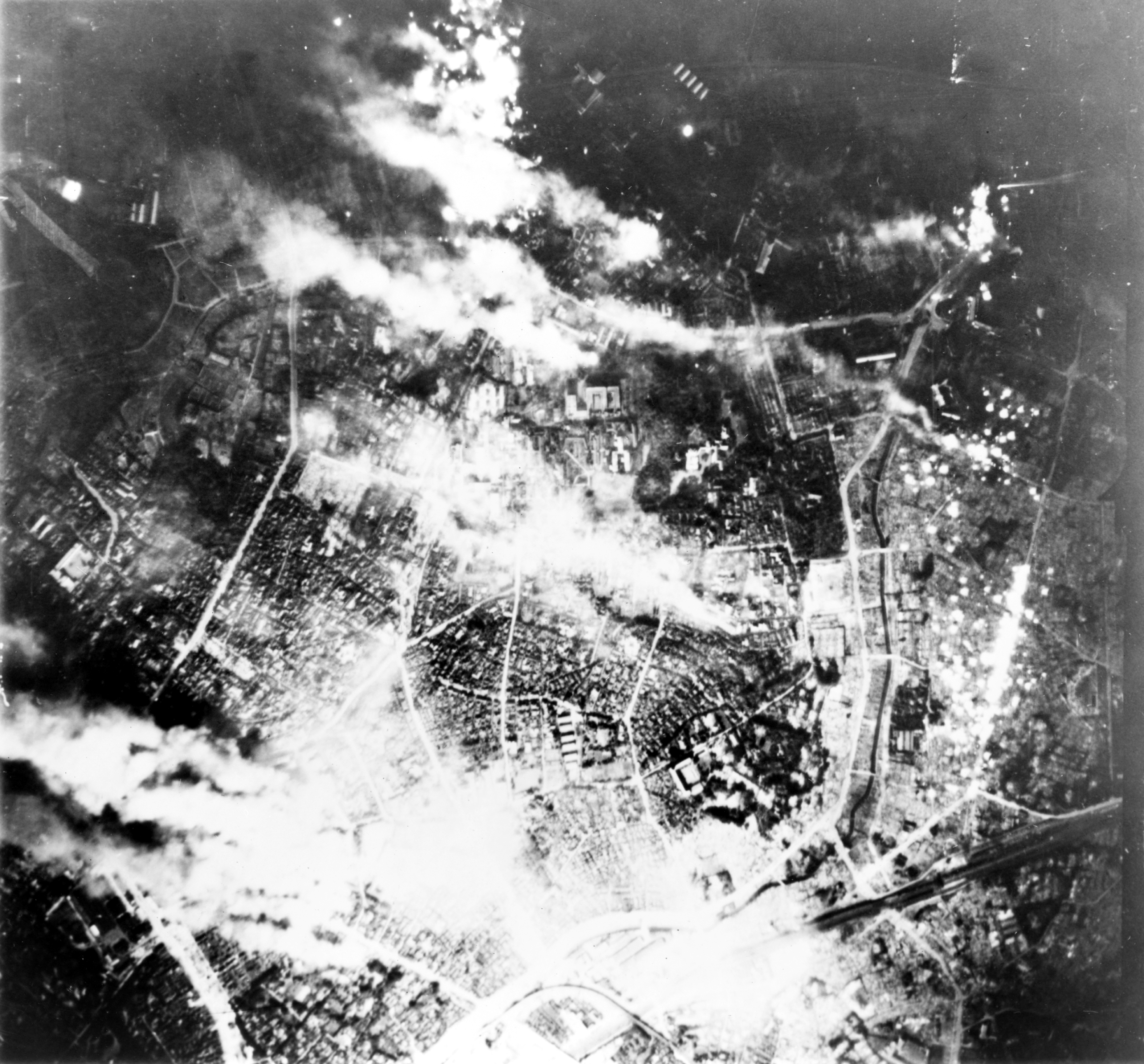
Bombardeo de Tokio en mayo de 1945

Los ataques iniciales empezaron desde la China continental en el marco de la Operación Matterhorn por la XX Fuerza Aérea. Inicialmente la XX Fuerza estaba bajo el mando de Hap Arnold, más tarde sustituido por Curtis LeMay. En los primeros momentos había numerosos problemas logísticos y de suministro, pues los B-29 debían descargar parte de las bombas para llevar un extra de combustible que les permitiera hacer la ruta hacia Japón. No fue hasta 1944 cuando con la captura de las Islas Marianas (destacando Guam y Tinian), la XX Fuerza Aérea pudo trasladarse a los nuevos aeródromos bajo la dirección del Comando XXI que había organizado una campaña de bombardeos mucho más eficaz. Ahora los B-29 eran capaces de volar sobre Japón a carga completa de bombas.
En marzo de 1945, las Fuerzas Aéreas Estratégicas del Pacífico comandadas por el general Carl Spaatz iniciaron los bombardeos de precisión. Sin embargo los resultados fueron pírricos por la deficiente cadena de mando y las condiciones meteorológicas en torno a Japón; en un buen mes el bombardeo visual solo era posible una media de siete días. Además, a menudo las bombas eran desviadas por los fuertes vientos. El general LeMay dio entonces orden de lanzar bombas incendiarias sobre las grandes aglomeraciones urbanas japonesas durante la noche y a gran altura (unos 7000 pies o 2100 metros); los objetivos prioritarios serían Tokio, Nagoya, Osaka y Kobe. A pesar del éxito solo parcial en los primeros compases de este "nuevo modelo" de ataque, que se había dirigido principalmente a Nagoya, LeMay estaba decidido a continuar con este tipo de tácticas contra las grandes ciudades japonesas, muy vulnerables. Los ataques diurnos contra objetivos estratégicos de importancia menor también continuaron.
La táctica de bombardeo nocturno tuvo su primer "gran" éxito el 3 de febrero de 1945 durante el Bombardeo de Kōbe que alentó de manera definitiva a la USAAF a continuar con esta estrategia. Casi la mitad de las principales fábricas de la ciudad fueron alcanzadas y la producción se redujo a menos de la mitad en uno de los dos astilleros.
Ante la ausencia de una gran resistencia por parte de la aviación japonesa, muchos armamentos defensivos y blindajes fueron retirados de los aviones estadounidenses para permitir mayores cargas de bombas. El primer bombardeo de importancia sobre Tokio, en la noche del 23 al 24 de febrero de 1945, fue un éxito, cuando 174 B-29 destruyeron con casi total impunidad una gran superficie de la ciudad. Nuevas operaciones sobre Tokio se repitieron el 10 de marzo, cuando 334 B-29 dejaron caer sobre la ciudad 1700 toneladas de bombas, en el que sería el mayor bombardeo convencional de la Guerra del Pacífico. Unos 25 kilómetros cuadrados de ciudad fueron bombardeados y se calcula que no menos de 100 000 personas fallecieron por el bombardeo y la tormenta de fuego que provocó, constituyendo el bombardeo convencional aéreo más mortífero de la historia militar. La ciudad, cuyos edificios residenciales estaban construidos principalmente de madera y papel para resistir los frecuentes terremotos, sufrió un incendio incontrolable alimentado por las bombas incendiarias. La devastación de la ciudad por los bombardeos, confirmó los peores temores expresados por el almirante Yamamoto en 1939 : 

Las ciudades japonesas están fabricadas de madera y papel y pueden ser quemadas fácilmente (...) Ante una escalada de los ataques aéreos, no se lo que podría llegar a suceder.

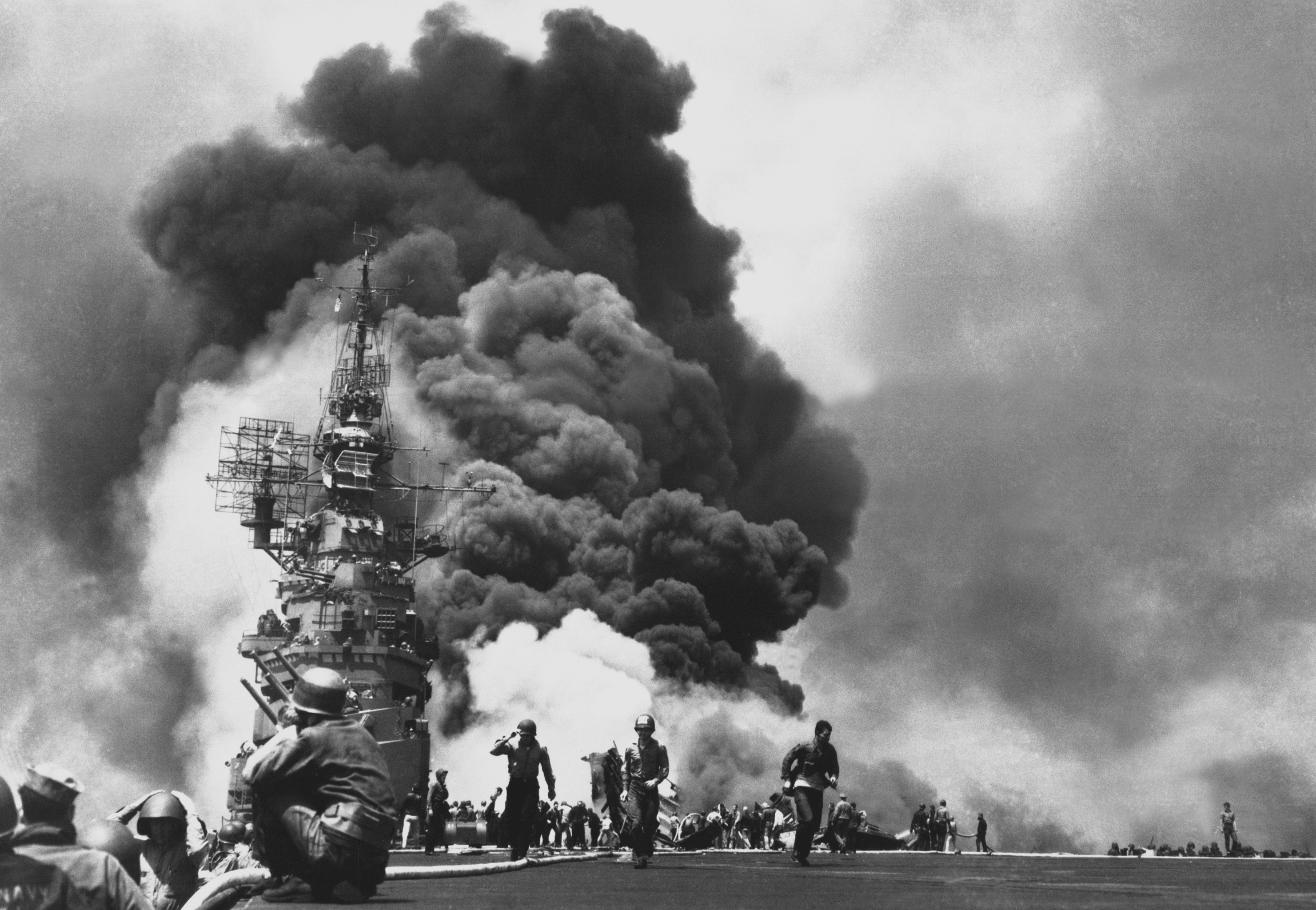
Ataque kamikaze japonés sobre el USS Bunker Hill. Los últimos aviones operativos eran a menudo estrellados por los pilotos japoneses

En las dos semanas posteriores, hubo 1600 nuevas incursiones contra las cuatro mayores ciudades japonesas, perdiéndose solo 22 aviones del lado estadounidense. En junio, aproximadamente el 40% de la zona urbana de las principales ciudades (Tokio, Nagoya, Osaka, Kobe, Yokohama y Kawasaki) ya había sido devastada. LeMay, que contaba con una flota de cerca de 600 bombardeos, atacó decenas de pequeñas ciudades japonesas y centros de producción en los últimos meses de guerra. El elemento psicológico (la guerra psicológica) también fue utilizado por Estados Unidos; miles de folletos de propaganda eran lanzados sobre las ciudades, advirtiendo a la gente e instándolos a escapar de la ciudad. Al tiempo que se realizaban estas tácticas, crecía la incertidumbre y el escepticismo dentro de las fronteras estadounidenses acerca de la magnitud de los ataques sobre la isla.
En 1946, salieron a la luz numerosos datos de las Fuerzas Aéreas estadounidenses. Se informó que Estados Unidos había subestimado el potencial del bombardeo estratégico combinando el eficaz bloqueo naval a Japón. En julio de 1945 solo una fracción de los bombardeos estratégicos se habían desplegado. Según los informes, el 60% de los hundimientos de mercantes japoneses se habían debido a minas lanzadas desde B-29; se llegó a la conclusión de que el despegue de las aeronaves desde bases en tierra con el soporte de los portaaviones y demás unidades navales hubiera arrojado mejores resultados, acelerando la rendición japonesa.

#### Bombardeos nucleares

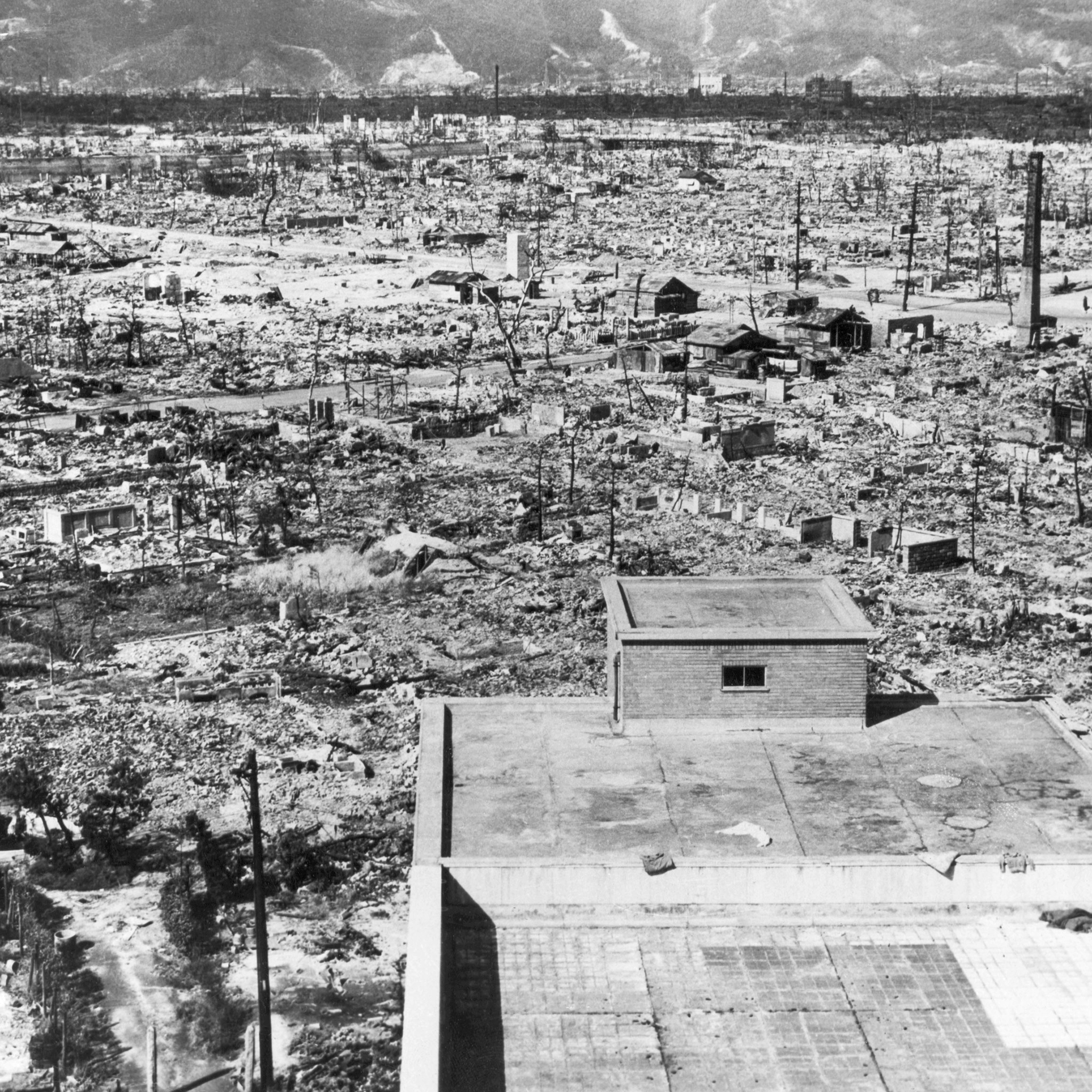
Hiroshima tras el bombardeo del 6 de agosto

Después de seis meses de intenso bombardeo aéreo convencional sobre 67 ciudades japonesas por parte de los Estados Unidos, el recién nombrado presidente Harry Truman (Roosevelt había fallecido en abril) ordenó los ataques nucleares sobre el Imperio del Japón. Estos ataques se convertirían en los primeros y hasta ese momento únicos bombardeos nucleares de la historia. El objetivo preferente para la caída de la primera bomba era la ciudad de Hiroshima, seguida de Nakasaki y Kokura como objetivos alternativos. El llamado Proyecto Manhattan fue quien logró producir estas mortíferas bombas, con la colaboración de destacados científicos de la época como Einstein o su director, Robert Oppenheimer, considerados padres de la bomba atómica. Tras varios años de investigación y una inversión de 2000 millones de dólares, los integrantes del proyecto produjeron 3 bombas : Trinity, Little Boy y Fat Man. La bomba Trinity se convirtió en el primer dispositivo atómico detonado en la historia, cuando fue activada el 16 de julio de 1945 dentro de las pruebas de la nueva arma nuclear.
El 6 de agosto de 1945, Little Boy, una bomba nuclear de uranio enriquecido fue transportada en el célebre avión Enola Gay (un B-29 modificado) y arrojada sobre Hiroshima a las 8:15 de la mañana. La explosión y destrucción casi instantánea de gran parte de la ciudad (el 90%) y el posterior envenenamiento de miles de personas por la radiación liberada dejó no menos de 140 000 muertos. Durante décadas se pensó y propagó que el copiloto del Enola Gay, Robert Lewis, había exclamado momentos después de contemplar la explosión:

¡Dios mío! ¿Qué hemos hecho?

A principios de la década del 2000, en 2004, se descubrió que esas no fueron realmente sus palabras, sino unas más políticamente incorrectas que serían ocultadas y reescritas tras el vuelo:

¡Dios mío, mira ese puto bombazo!

Tres días después, el día 9, fue arrojada sobre Nagasaki la bomba atómica Fat Man, cuyo material radiactivo era el plutonio. Debido a las dificultades visuales, fue detonada por radar, desviándose notablemente de su objetivo. El 45% de la ciudad fue destruida y fueron asesinadas unas 80 000 personas, una cantidad notablemente menor que en Hiroshima, a pesar de la mayor potencia de Fat Man.
El 15 de agosto de 1945 Japón anunció su rendición incondicional a los Aliados; las capitulaciones se firmaron el 2 de septiembre a bordo del acorazado Missouri, poniendo fin de manera oficial a la Segunda Guerra Mundial. Japón fue ocupado y se le prohibió (al igual que sucedería con Alemania) la fabricación y posesión de armamento nuclear.

### Víctimas
El número de víctimas es difícil de calcular por multitud de factores. Las estimaciones y los estudios realizados son muy variables en cuanto al número de muertos, especialmente en los bombardeos sobre Japón, cuyo gran abanico abarca según los estudios de entre 240 000 y 900 000 muertos.
Atendiendo a las cifras habitualmente utilizadas los japoneses habrían sufrido por causa de los bombardeos cerca de medio millón de muertos, 473 000 heridos y unos 4200 aviones destruidos. Del lado aliado las cifras de civiles chinos muertos por los ataques aéreos ascenderían a 260 000; los estadounidenses sufrirían unos 5400 muertos entre su personal militar, 614 bombarderos derribados y 92 civiles muertos (esto últimos por el ataque a Pearl Harbor).